# Lista de denominações reformadas

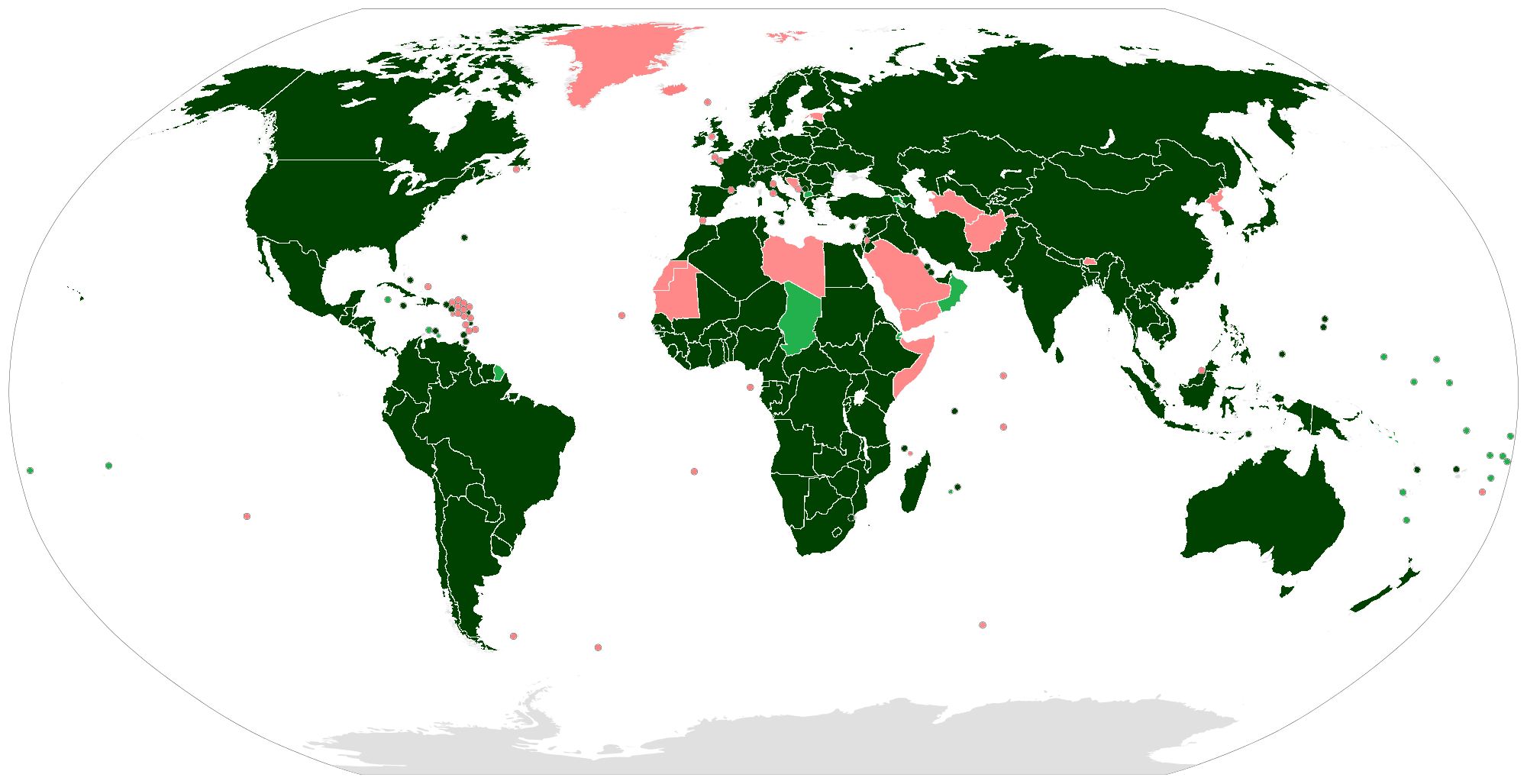
Países com igrejas reformadas continentais e/ou presbiterianas
Países sem igrejas reformadas continentais e/ou presbiterianas, mas com igrejas congregacionais ou igrejas unidas com congregações reformadas
Países sem a presença de igrejas reformadas registradas de qualquer natureza

Esta é uma lista de denominações reformadas. Para efeito desta lista, considera-se a Fé Reformada uma família denominacional protestante.

## Definição
Não há consenso sobre quais sub-famílias denominacionais compõem as Igrejas Reformadas. Diferentes comunhões globais têm diferentes requisitos para adesão. 
A Comunhão Mundial das Igrejas Reformadas (CMIR), a maior das comunhões reformadas globais, recebe como membros os presbiterianos, reformados continentais, congregacionais, valdenses, morávios e igrejas unidas. A Fraternidade Congregacional Internacional (FCI), por sua vez, reúne apenas congregacionais, com a maioria de seus membros sendo simultaneamente membros da CMIR.
A Fraternidade Reformada Mundial (FRM), a segunda maior comunhão global, por sua vez, reconhece como reformados os presbiterianos, reformados continentais, congregacionais, batistas reformados e anglicanos reformados.
A Conferência Internacional das Igrejas Reformadas (CIIR), a terceira maior comunhão reformada global, recebe como membros apenas presbiterianos e reformados continentais.
A Fraternidade Mundial Evangélica Congregacional (FMEC), bem menor do que as três comunhões listadas acima, reúne parte dos congregacionais conservadores. Alguns dos membros dessa organização são membros simultâneos da CMIR.
Sendo assim, a lista a seguir, incluirá todas as denominações membros e ex-membros de qualquer uma das comunhões reformadas mundiais, bem como todas as igrejas elegíveis à adesão em alguma delas.

### Grupos não incluídos
O Conselho Cristão Chinês é a igreja estatal chinesa. Embora membro associado da CMIR, não é considero parte da Tradição Reformada.
O Conselho Consultivo Ecumênico dos Discípulos também é membro associado da  CMIR. Isso se dá porque esse órgão ecumênico é formado por 18 denominações e 4 delas são Igrejas Unidas, membros da CMIR, formadas pela fusão de igrejas reformadas e Discípulos de Cristo. Todavia, Discípulos de Cristo são amplamente considerados uma família denominacional distinta.
Denominações arminianas, morávias e Igrejas de Cristo não são historicamente parte do Cristianismo Reformado. Todavia, parte dessas igrejas é membro pleno da CMIR. Por isso, serão listadas, mas não incluídas na soma final das igrejas reformadas.
Igualmente, o Anglicanismo e a Fé Batista são consideradas outras famílias denominacionais.
Um grupo menor em cada uma destas famílias denominacionais, os anglicanos reformados e batistas reformados, no entanto, é elegível como membros para a Fraternidade Reformada Mundial. Por isso, as igrejas nestes grupo, que formam uma denominação separada  serão listadas. Todavia, não serão somados à Fé Reformada no total.
Logo, os únicos grupos somados ao final como reformados são: presbiterianos, reformados continentais, valdenses e congregacionais.

## Lista
| País | Sub-família denominacional | Denominação | Comunhão | Número de congregações                                                   | Número de membros | Ano                                                                                      |
| --- | --- | --- | --- | ------------------------------------------------------------------------ | --- | ---------------------------------------------------------------------------------------- |
| África do Sul | Presbiterianos | Igreja Presbiteriana da África | CMIR | 9.000                                                                    | 3.381.000 | 2006                                                                                     |
| África do Sul | Presbiterianos | Igreja Presbiteriana Unida na África Austral | CMIR | 473                                                                      | 500.000 | 2006                                                                                     |
| África do Sul | Presbiterianos | Igreja Presbiteriana Evangélica na África do Sul | CMIR | 42                                                                       | 48.000 | 2006                                                                                     |
| África do Sul | Presbiterianos | Igreja Livre na África Austral | CIIR | 63                                                                       | 4.000 | 2004                                                                                     |
| África do Sul | Presbiterianos | Igreja Presbiteriana e Reforma da África do Sul | - | 10                                                                       | - | 2025                                                                                     |
| África do Sul | Reformados continentais | Igreja Reformada Neerlandesa (NGK) | CMIR | 1.158                                                                    | 1.074.765 | 2013                                                                                     |
| África do Sul | Reformados continentais | Igreja Reformada Holandesa da África (NHKA) | CMIR | 276                                                                      | 70.000 | 2017                                                                                     |
| África do Sul | Reformados continentais | Igreja Reformada Holandesa na África (NGKA) | CMIR | -                                                                        | - | -                                                                                        |
| África do Sul | Reformados continentais | Igreja Reformada Maranata de Cristo (África do Sul) | CMIR | 68                                                                       | 23.950 | 2004                                                                                     |
| África do Sul | Reformados continentais | Igreja Reformada na África (África do Sul) | CMIR | 12                                                                       | 2.386 | 1996                                                                                     |
| África do Sul | Reformados continentais | Igreja Cristã Reformada na África do Sul | FRM | 19                                                                       | 2.500 | 1984                                                                                     |
| África do Sul | Reformados continentais | Igrejas Reformadas na África do Sul | FRM e CIIR | 382                                                                      | 76.812 | 2022                                                                                     |
| África do Sul | Reformados continentais | Igrejas Reformadas Livres na África do Sul | CIIR | 13                                                                       | 1.888 | 2022                                                                                     |
| África do Sul e Namíbia                                                                                           | Reformados continentais | Igreja Protestante Africâner | - | 241                                                                      | 48.489 | 2004                                                                                     |
| África do Sul e Namíbia                                                                                           | Reformados continentais | Igreja Reformada Unificada na África Austral | CMIR | 783                                                                      | 900.000 | 2019                                                                                     |
| África do Sul | Reformados continentais | Igrejas Reformadas Africanas | - | 1                                                                        | - | 2023                                                                                     |
| África do Sul, Botsuana, Namíbia e Zimbábue                                                                       | Congregacionais | Igreja Congregacional Unida da África Austral | CMIR e FCI | 1.000                                                                    | 1.500.000 | 2024                                                                                     |
| África do Sul | Congregacionais | Fraternidade Evangélica das Igrejas Congregacionais | FMEC | 20                                                                       | 3.000 | 2025                                                                                     |
| África do Sul | Congregacionais | União das Igrejas Congregacionais na África do Sul | FCI | -                                                                        | - | -                                                                                        |
| África do Sul | Anglicanos reformados | Igreja Anglicana Evangélica Reformada da África do Sul | - | 150                                                                      | 100.000 | 2015                                                                                     |
| África do Sul | Reformados continentais | Igreja dos Povos da África | CMIR | 220                                                                      | 21.216 | 2004                                                                                     |
| Albânia | Presbiterianos | Igreja Reformada em Dures | - | 2                                                                        | 40 | 2024                                                                                     |
| Albânia | Presbiterianos | Igreja Evangélica Presbiteriana Reformada Portas Abertas | - | 2                                                                        | 33 | 2024                                                                                     |
| Albânia | Presbiterianos | Igreja Reformada Emmanuel em Tirada | - | -                                                                        | - | -                                                                                        |
| Albânia | Reformados continentais | Igreja Evangélica Reformada de Delvina | - | 2                                                                        | 40 | 2024                                                                                     |
| Alemanha | Reformados continentais | Federação Reformada na Alemanha - Igreja de Lippe - Igreja Evangélica Reformada na Alemanha - Igreja Reformada Evangélica Antiga na Baixa Saxônia - Associação de Igrejas Evangélicas Reformadas na Alemanha | CMIR | 222 - 65 - 141 - 12 - 4                                                  | 289.563 - 130.705 - 151.083 - 6.275 - 1.500                                                                               | 2023 - 2024 - 2024 - 2022 - 2012                                                         |
| Alemanha | Igrejas Unidas (Reformados continentais e Luteranos)                                                                             | Igreja Evangélica na Renânia | - | 605                                                                      | 2.122.717 | 2025                                                                                     |
| Alemanha | Igrejas Unidas (Reformados continentais e Luteranos)                                                                             | Igreja Evangélica da Vestfália | - | 431                                                                      | 1.885.944 | 2024                                                                                     |
| Alemanha | Igrejas Unidas (Reformados continentais e Luteranos)                                                                             | Igreja Evangélica em Hesse e Nassau | - | 1.070                                                                    | 1.269.605 | 2024                                                                                     |
| Alemanha | Igrejas Unidas (Reformados continentais e Luteranos)                                                                             | Igreja Evangélica de Kurhessen-Waldeck | - | 663                                                                      | 687.526 | 2025                                                                                     |
| Alemanha | Igrejas Unidas (Reformados continentais e Luteranos)                                                                             | Igreja Evangélica de Bremen | - | 52                                                                       | 153.584 | 2024                                                                                     |
| Alemanha | Igrejas Unidas (Reformados continentais e Luteranos)                                                                             | Igreja Protestante de Anhalt | - | 125                                                                      | 24.180 | 2024                                                                                     |
| Alemanha | Igrejas Unidas (Reformados continentais e Luteranos)                                                                             | Igreja Protestante em Baden | - | 458                                                                      | 974.576 | 2024                                                                                     |
| Alemanha | Igrejas Unidas (Reformados continentais e Luteranos)                                                                             | Igreja Evangélica Berlim-Brandemburgo-Alta Lusácia Silésia | - | 694                                                                      | 774.820 | 2024                                                                                     |
| Alemanha | Igrejas Unidas (Reformados continentais e Luteranos)                                                                             | Igreja Evangélica na Alemanha Central | - | 1.734                                                                    | 573.777 | 2024                                                                                     |
| Alemanha | Igrejas Unidas (Reformados continentais e Luteranos)                                                                             | Igreja Evangélica do Palatinado | - | 382                                                                      | 429.934 | 2024                                                                                     |
| Alemanha | Batistas reformados | Igreja Livre Reformada na Alemanha | FRM | 2                                                                        | - | 2024                                                                                     |
| Angola | Presbiterianos | Igreja Presbiteriana de Angola | FRM | 100                                                                      | 60.000 | 2023                                                                                     |
| Angola | Congregacionais | Igreja Evangélica Congregacional em Angola | CMIR | 2.900                                                                    | 1.000.000 | 2010                                                                                     |
| Angola | Reformados continentais | Igreja Evangélica Reformada de Angola | CMIR | 666                                                                      | 300.000 | 2022                                                                                     |
| Angola | Anglicanos reformados | Igreja Evangélica Unida de Angola | - | 11                                                                       | 2.200 | 2004                                                                                     |
| Argélia | Reformados continentais | Igreja Reformada da Argélia | CMIR | -                                                                        | - | -                                                                                        |
| Argentina | Presbiterianos | Igreja Presbiteriana Santo André | - | 17                                                                       | 1.000 | 2017                                                                                     |
| Argentina | Presbiterianos | Igreja Presbiteriana Argentina | - | 2                                                                        | 44 | 2024                                                                                     |
| Argentina | Presbiterianos | Comunidade Presbiteriana o Redentor | FRM | 1                                                                        | - | -                                                                                        |
| Argentina | Congregacionais | Igreja Evangélica Congregacional Argentina | CMIR e FCI e FMEC | 120                                                                      | 6.000 | 2021                                                                                     |
| Argentina, Paraguai e Uruguai                                                                                     | Igrejas Unidas (Reformados continentais e Luteranos)                                                                             | Igreja Evangélica do Rio da Prata | CMIR | 45                                                                       | 25.000 | 2023                                                                                     |
| Argentina | Reformados continentais | Igrejas Reformadas na Argentina | CMIR | 11                                                                       | 2.500 | 2017                                                                                     |
| Argentina | Anglicanos reformados | Igreja Anglicana Episcopal Ortodoxa (Buenos Aires) | FRM | 1                                                                        | - | -                                                                                        |
| Armênia | Congregacionais | Igrejas Congregacionais na Armênia | FCI | -                                                                        | - | -                                                                                        |
| Aruba | Igrejas Unidas (Reformados continentais e Luteranos)                                                                             | Igreja Protestante em Aruba | - | 1                                                                        | - | 2004                                                                                     |
| Austrália | Igrejas Unidas (Presbiterianos, Congregacionais e Metodistas)                                                                    | Igreja Unida na Austrália | CMIR | 2.500                                                                    | 243.000 | 2018                                                                                     |
| Austrália | Presbiterianos | Igreja Presbiteriana da Austrália | FRM | 523                                                                      | 26.137 | 2023                                                                                     |
| Austrália | Presbiterianos | Igreja Presbiteriana do Leste da Austrália | FRM e CIIR | 16                                                                       | 719 | 2016                                                                                     |
| Austrália | Presbiterianos | Igreja Presbiteriana Westminster da Austrália | FRM | 16                                                                       | 900 | 2004                                                                                     |
| Austrália | Presbiterianos | Igreja Presbiteriana Reformada da Austrália | - | 3                                                                        | 260 | 2020                                                                                     |
| Austrália | Presbiterianos | Igreja Presbiteriana do Sul (Austrália) | - | 2                                                                        | 120 | 2015                                                                                     |
| Austrália, Vanuatu e Fiji                                                                                         | Presbiterianos | Igreja Reformada Presbiteriana (Austrália) | - | 11                                                                       | 730 | 2004                                                                                     |
| Austrália | Presbiterianos | Igreja Evangélica Presbiteriana (Austrália) | - | 5                                                                        | 250 | 2015                                                                                     |
| Austrália | Presbiterianos | Igreja Presbiteriana Livre (Austrália) | - | 4                                                                        | 53 | 2023                                                                                     |
| Austrália | Presbiterianos | Igreja Livre Australiana | - | 2                                                                        | 30 | 2015                                                                                     |
| Austrália | Reformados continentais | Igrejas Cristãs Reformadas da Austrália | CIIR | 55                                                                       | 7.611 | 2022                                                                                     |
| Austrália | Reformados continentais | Igrejas Reformadas Livres da Austrália | - | 19                                                                       | 5.422 | 2024                                                                                     |
| Austrália | Reformados continentais | Igreja Reformada Húngara na Austrália | - | -                                                                        | - | -                                                                                        |
| Austrália | Congregacionais | Fraternidade das Igrejas Congregacionais da Austrália | FMEC | 28                                                                       | 1.500 | 2004                                                                                     |
| Austrália e Nova Zelândia                                                                                         | Congregacionais | Federação Congregacional da Austrália e Nova Zelândia | CMIR e FCI | 31                                                                       | 2.985 | 2004                                                                                     |
| Áustria | Reformados continentais | Igreja Evangélica de Confissão Helvética na Áustria | CMIR | 9                                                                        | 10.816 | 2024                                                                                     |
| Áustria, Suíça e Alemanha                                                                                         | Presbiterianos | Igreja Evangélica Reformada de Confissão de Westminster | - | 7                                                                        | 500 | 2021                                                                                     |
| Bahamas | Presbiterianos | Igreja Presbiteriana de Santo André em Bahamas | - | 1                                                                        | 210 | 2004                                                                                     |
| Bahrein | Reformados continentais | Igreja Evangélica Nacional no Reino do Bahrein - Congregação de Língua Inglesa | - | 1                                                                        | - | -                                                                                        |
| Bangladesh | Igrejas Unidas (Presbiterianos e Anglicanos)                                                                                     | Igreja de Bangladesh | CMIR | 115                                                                      | 22.600 | 2022                                                                                     |
| Bangladesh | Presbiterianos | Igreja Presbiteriana de Bangladesh (Presbyterian Church of Bangladesh) | FRM | 26                                                                       | - | 2011                                                                                     |
| Bangladesh | Presbiterianos | Igreja Presbiteriana Bangladesh (Bangladesh Presbyterian Church) | FRM | 13                                                                       | - | 2017                                                                                     |
| Bangladesh | Presbiterianos | Igreja Presbiteriana das Colinas | - | 26                                                                       | 2.236 | 2004                                                                                     |
| Bangladesh | Presbiterianos | Igreja Presbiteriana de Sylhet | - | 87                                                                       | 5.549 | 2004                                                                                     |
| Bangladesh | Presbiterianos | Igreja Presbiteriana Reformada de Bangladesh | - | -                                                                        | - | -                                                                                        |
| Bangladesh | Presbiterianos | Igreja Presbiteriana da Graça de Bangladesh | FRM | -                                                                        | - | -                                                                                        |
| Bangladesh | Presbiterianos | Igreja da Paz em Bangladesh | - | 13                                                                       | 37 | 2013                                                                                     |
| Bangladesh | Presbiterianos | Igreja Isa-e | FRM | 125                                                                      | 6.000 | 2015                                                                                     |
| Bangladesh | Presbiterianos | Igreja Presbiteriana Reformada Evangélica em Bangladesh | CMIR | -                                                                        | - | -                                                                                        |
| Bangladesh | Reformados continentais | Igreja Evangélica Reformada de Bangladesh | FRM | -                                                                        | - | -                                                                                        |
| Bangladesh | Reformados continentais | Igreja Evangélica Reformada de Bangladesh de Bandarban, Tripura | FRM | -                                                                        | - | -                                                                                        |
| Bangladesh | Batistas reformados | Igreja Batista Reformada de Bangladesh | - | -                                                                        | - | -                                                                                        |
| Bangladesh | Batistas reformados | Igreja da Confiança Tiatira Bangladesh | FRM | -                                                                        | - | -                                                                                        |
| Bangladesh | Batistas reformados | Igreja da Casa de Oração Esmirna em Bangladesh | FRM | -                                                                        | - | -                                                                                        |
| Belarus | Reformados continentais | Igreja Evangélica Reformada Bielorrussa | - | 1                                                                        | 40 | 2004                                                                                     |
| Belarus | Presbiterianos | Igreja Presbiteriana Evangélica Reformada em Belarus | - | 1                                                                        | 35 | 2023                                                                                     |
| Bélgica | Igrejas Unidas (Reformados continentais e Luteranos)                                                                             | Igreja Protestante Unida da Bélgica | CMIR | 103                                                                      | 3.401 | 2014                                                                                     |
| Belize | Presbiterianos | Igreja Presbiteriana de Belize | - | 17                                                                       | 500 | 2010                                                                                     |
| Benin | Reformados continentais | Igreja Confessante Reformada do Benin | - | 2                                                                        | 400 | 2024                                                                                     |
| Bermudas | Presbiterianos | Igreja de Cristo em Warwick | - | 1                                                                        | 600 | 2004                                                                                     |
| Bermudas | Presbiterianos | Igreja Presbiteriana de Santo André nas Bermudas | - | 1                                                                        | 90 | 2004                                                                                     |
| Bolívia | Presbiterianos | Igreja Evangélica Presbiteriana na Bolívia | CMIR | 12                                                                       | 1.500 | 2004                                                                                     |
| Bolívia | Presbiterianos | Igreja Presbiteriana na Bolívia | - | 2                                                                        | 120 | 2018                                                                                     |
| Bolívia | Presbiterianos | Igreja Presbiteriana Reformada Nacional da Bolívia | - | -                                                                        | 200 | 2018                                                                                     |
| Bolívia | Presbiterianos | Igreja Presbiteriana Independente da Bolívia | - | 1                                                                        | - | -                                                                                        |
| Bolívia | Presbiterianos | Igreja Presbiteriana Deus é Amor | - | 1                                                                        | 130 | 2004                                                                                     |
| Botswana | Reformados continentais | Igreja Reformada Holandesa em Botswana | CMIR | 20                                                                       | 10.000 | 2016                                                                                     |
| Brasil | Presbiterianos | Igreja Presbiteriana do Brasil | FRM | 5.420                                                                    | 702.947 | 2021                                                                                     |
| Brasil | Presbiterianos | Igreja Presbiteriana Independente do Brasil | CMIR | 553                                                                      | 96.396 | 2019                                                                                     |
| Brasil | Presbiterianos | Igreja Presbiteriana Conservadora do Brasil | - | 85                                                                       | 4.148 | 2023                                                                                     |
| Brasil | Presbiterianos | Igreja Presbiteriana Unida do Brasil | CMIR | 44                                                                       | 2.320 | 2020                                                                                     |
| Brasil | Presbiterianos | Igreja Presbiteriana Fundamentalista do Brasil | - | 37                                                                       | 1.639 | 2023                                                                                     |
| Brasil | Presbiterianos | Igreja Indígena Presbiteriana do Brasil | - | 36                                                                       | 1.187 | 2024                                                                                     |
| Brasil | Presbiterianos | Igreja Presbiteriana Reformada do Brasil | - | 7                                                                        | - | 2018                                                                                     |
| Brasil | Reformados continentais | Igrejas Evangélicas Reformadas no Brasil | CMIR | 13                                                                       | 2.937 | 2015                                                                                     |
| Brasil | Reformados continentais | Igrejas Reformadas do Brasil | CIIR | 18                                                                       | 1.061 | 2022                                                                                     |
| Brasil | - | Igreja Cristã Nações Para Cristo | FRM | -                                                                        | - | -                                                                                        |
| Brasil | Congregacionais | União das Igrejas Evangélicas Congregacionais do Brasil | FMEC | 436                                                                      | 50.000 | 2004                                                                                     |
| Brasil | Congregacionais | Aliança das Igrejas Evangélicas Congregacionais do Brasil | FMEC | 91                                                                       | - | 2016                                                                                     |
| Brasil | Congregacionais | Igreja Evangélica Congregacional do Brasil | FCI | 375                                                                      | 50.000 | 2010                                                                                     |
| Brasil | Congregacionais | Igreja Cristã Evangélica (Brasil) | - | 240                                                                      | - | 2016                                                                                     |
| Brasil | Batistas reformados | Convenção Batista Reformada do Brasil | - | -                                                                        | - | -                                                                                        |
| Brasil | Anglicanos reformados | Igreja Anglicana Reformada do Brasil | - | 5                                                                        | - | 2024                                                                                     |
| Bonaire | Igrejas Unidas (Reformados continentais e Luteranos)                                                                             | Igreja Protestante em Bonaire | - | 1                                                                        | - | 2004                                                                                     |
| Bulgária | Congregacionais | União das Igrejas Evangélicas Congregacionais na Bulgária | CMIR e FMEC | 34                                                                       | 5.000 | 2006                                                                                     |
| Burkina Faso | Reformados continentais | Associação de Igrejas Evangélicas Reformados de Burkina Faso | CMIR | 22                                                                       | 40.000 | 2006                                                                                     |
| Burkina Faso | Reformados continentais | Igreja Evangélica Reformada de Burkina Faso | - | 38                                                                       | 30.382 | 2004                                                                                     |
| Burundi | Reformados continentais | Igreja Protestante Reformada do Burundi | - | 14                                                                       | 12.000 | 2020                                                                                     |
| Burundi | Reformados continentais | Igreja Cristã Reformada no Burundi | FRM | -                                                                        | - | -                                                                                        |
| Burundi | - | Igreja Evangélica Reformada do Burundi | - | -                                                                        | - | -                                                                                        |
| Burundi | - | Igreja do Reavivamento do Espírito Santo | FRM | -                                                                        | - | -                                                                                        |
| Camarões | Presbiterianos | Igreja Protestante Africana | CMIR | 32                                                                       | 10.000 | 2006                                                                                     |
| Camarões | Reformados continentais | Igreja Evangélica de Camarões | CMIR | 700                                                                      | 2.500.000 | 2022                                                                                     |
| Camarões | Presbiterianos | Igreja Presbiteriana em Camarões | CMIR | 1.540                                                                    | 2.000.000 | 2006                                                                                     |
| Camarões | Presbiterianos | Igreja Presbiteriana de Camarões | CMIR | 1.364                                                                    | 4.000.000 | 2018                                                                                     |
| Camarões | Presbiterianos | Igreja Presbiteriana Ortodoxa nos Camarões | - | 163                                                                      | 382.933 | 2004                                                                                     |
| Camboja | Presbiterianos | Igreja Presbiteriana no Camboja | - | 136                                                                      | 4.875 | 2019                                                                                     |
| Canadá | Igrejas Unidas (Presbiterianos, Congregacionais e Metodistas)                                                                    | Igreja Unida do Canadá | CMIR | 2.451                                                                    | 325.315 | 2023                                                                                     |
| Canadá | Presbiterianos | Igreja Presbiteriana no Canadá | CMIR | 1.337                                                                    | 79.961 | 2019                                                                                     |
| Canadá | Presbiterianos | Igreja Presbiteriana Reformada do Canadá | - | 10                                                                       | - | 2024                                                                                     |
| Canadá | Reformados continentais | Igrejas Reformadas Canadenses e Americanas | CIIR | 76                                                                       | 19.866 | 2022                                                                                     |
| Canadá e Estados Unidos                                                                                           | Reformados continentais | Congregações de Herança Reformada | CIIR | 10                                                                       | 2.186 | 2022                                                                                     |
| Canadá | Reformados continentais | Rede Reformada do Canadá | - | 12                                                                       | - | 2024                                                                                     |
| Canadá | Reformados continentais | Igreja Reformada de Quebec | FRM | 5                                                                        | 400 | 2018                                                                                     |
| Canadá | Congregacionais | Igrejas Cristãs Congregacionais no Canadá | FMEC | 30                                                                       | 7.000 | 2004                                                                                     |
| Cazaquistão | Reformados continentais | Igreja Evangélica Reformada no Cazaquistão | - | -                                                                        | - | -                                                                                        |
| República Centro-Africano                                                                                         | Reformados continentais | Igreja Protestante de Cristo Rei | CMIR | 2                                                                        | 700 | 2004                                                                                     |
| República Centro-Africano                                                                                         | Reformados continentais | Igreja Evangélica da África Central | - | -                                                                        | - | -                                                                                        |
| Chade | Igrejas Unidas | Igreja Evangélica do Chade | - | 1.000                                                                    | 200.000 | 2004                                                                                     |
| Chéquia | Igrejas Unidas (Reformados continentais e Luteranos)                                                                             | Igreja Evangélica dos Irmãos Checos | CMIR | 242                                                                      | 58.410 | 2022                                                                                     |
| Chéquia | Congregacionais | Igreja dos Irmãos (República Tcheca) | - | 80                                                                       | 11.000 | 2020                                                                                     |
| Chile | Presbiterianos | Igreja Presbiteriana do Chile | - | 40                                                                       | 2.807 | 2019                                                                                     |
| Chile | Presbiterianos | Igreja Evangélica Presbiteriana no Chile | CMIR | 12                                                                       | 1.000 | 2006                                                                                     |
| Chile | Presbiterianos | Igreja Presbiteriana Nacional do Chile | - | 25                                                                       | 2.000 | 2004                                                                                     |
| Chile | Presbiterianos | Igreja Presbiteriana União Coreana no Chile | - | 2                                                                        | 200 | 2004                                                                                     |
| Chile | Presbiterianos | Igreja Presbiteriana Fundamentalista Bíblica | - | -                                                                        | 500 | 2004                                                                                     |
| Chile | Presbiterianos | Igreja Cristã Presbiteriana do Chile | - | 12                                                                       | 692 | 2004                                                                                     |
| Chile | Presbiterianos | Igreja Presbiteriana Reformada do Chile | - | -                                                                        | - | -                                                                                        |
| Chile | Presbiterianos | Igreja Presbiteriana Reformada no Chile | - | -                                                                        | - | -                                                                                        |
| China (República Popular da China)                                                                                | Igrejas Unidas | Conselho Cristão Chinês | CMIR | 60.000                                                                   | 38.000.000 | 2018                                                                                     |
| China (República Popular da China)                                                                                | Igrejas Unidas (Presbiterianos, Congregacionais, Batistas e Metodistas)                                                          | Conselho da Igreja de Cristo na China (Hong Kong) | CMIR | 55                                                                       | 28.361 | 2006                                                                                     |
| China (República Popular da China)                                                                                | Presbiterianos ou Reformados continentais                                                                                        | Missão Presbiteriana ou Reformada Continental Não Identificada | - | -                                                                        | - | 2024                                                                                     |
| Colômbia | Presbiterianos | Igreja Presbiteriana da Colômbia | CMIR | 45                                                                       | 12.000 | 2006                                                                                     |
| Colômbia | Presbiterianos | Igreja Presbiteriana na Colômbia (Sínodo Reformado) | - | 170                                                                      | 9.205 | 2024                                                                                     |
| Colômbia | Presbiterianos | Igreja Reformada Evangélica Presbiteriana da Colômbia | - | 17                                                                       | - | 2024                                                                                     |
| Colômbia | Presbiterianos | Igreja Presbiteriana Reformada da Colômbia | - | -                                                                        | - | -                                                                                        |
| Colômbia | Presbiterianos | Igreja Presbiteriana da Reforma da Colômbia | - | 9                                                                        | 250 | 2020                                                                                     |
| Colômbia | Presbiterianos | Igreja Evangélica Reformada da Colômbia | - | -                                                                        | - | -                                                                                        |
| Colômbia | Presbiterianos | Igreja Unida de Cristo na Colômbia | FRM | -                                                                        | - | -                                                                                        |
| Comores | Reformados continentais | Igreja de Jesus Cristo em Comores | - | 1                                                                        | - | -                                                                                        |
| Congo (República Democrática do Congo)                                                                            | Presbiterianos | Comunidade Presbiteriana no Congo | CMIR | 926                                                                      | 2.500.000 | 2006                                                                                     |
| Congo (República Democrática do Congo)                                                                            | Presbiterianos | Comunidade Presbiteriana Reformada na África (Comunidade Presbiteriana de Cassai Ocidental) | CMIR | 496                                                                      | 28.000 | 2004                                                                                     |
| Congo (República Democrática do Congo)                                                                            | Presbiterianos | Comunidade Presbiteriana de Cassai Oriental | CMIR | 104                                                                      | 27.210 | 2004                                                                                     |
| Congo (República Democrática do Congo)                                                                            | Presbiterianos | Comunidade Presbiteriana de Quinxassa | CMIR | 186                                                                      | 67.436 | 2006                                                                                     |
| Congo (República Democrática do Congo)                                                                            | Presbiterianos | Comunidade Reformada de Presbiterianos | CMIR | 21                                                                       | 11.194 | 2006                                                                                     |
| Congo (República Democrática do Congo)                                                                            | Presbiterianos | Igreja Presbiteriana Kivu | FRM | -                                                                        | - | -                                                                                        |
| Congo (República Democrática do Congo)                                                                            | Reformados continentais | Igreja Reformada Unida no Congo | CIIR | 181                                                                      | 14.657 | 2012                                                                                     |
| Congo (República Democrática do Congo)                                                                            | Reformados continentais | Comunidade Protestante em Catanga (Comunidade Protestante de Shaba) | CMIR | 28                                                                       | 18.000 | 2004                                                                                     |
| Congo (República Democrática do Congo)                                                                            | Reformados continentais | Comunidade Reformada de Katanga | FRM | -                                                                        | - | -                                                                                        |
| Congo (República Democrática do Congo)                                                                            | Reformados continentais | Igreja Reformada Confessante no Congo | - | 200                                                                      | 24.000 | 2004                                                                                     |
| Congo (República Democrática do Congo)                                                                            | Reformados continentais | Igreja Reformada da Fé no Congo | - | 64                                                                       | 5.000 | 2015                                                                                     |
| Congo (República Democrática do Congo)                                                                            | Reformados continentais | Igreja Cristã Reformada na África Oriental do Congo | - | -                                                                        | - | -                                                                                        |
| Congo (República Democrática do Congo)                                                                            | Batistas reformados | Comunidade Batista dos Fiéis da África | CMIR | -                                                                        | - | -                                                                                        |
| Congo (República Democrática do Congo)                                                                            | Igrejas Unidas | Comunidade Evangélica do Congo | CMIR | 87                                                                       | 83.746 | 2006                                                                                     |
| Congo (República Democrática do Congo)                                                                            | Igrejas Unidas | Comunidade Evangélica de Kwango | - | -                                                                        | - | -                                                                                        |
| Congo (República do Congo)                                                                                        | Reformados continentais | Igreja Evangélica do Congo | CMIR | 118                                                                      | 225.000 | 2016                                                                                     |
| Congo (República do Congo)                                                                                        | Presbiterianos | Igrejas Presbiterianas Unidas do Congo | FRM | -                                                                        | - | -                                                                                        |
| Ilhas Cook | Congregacionais | Igreja Cristã das Ilhas Cook | - | 24                                                                       | 18.000 | 2024                                                                                     |
| Coreia do Sul | Presbiterianos | Igreja Presbiteriana na Coreia (HapDong) | FRM | 11.832                                                                   | 2.250.530 | 2023                                                                                     |
| Coreia do Sul | Presbiterianos | Igreja Presbiteriana da Coréia (TongHap) | CMIR | 9.473                                                                    | 2.207.982 | 2023                                                                                     |
| Coreia do Sul | Presbiterianos | Igreja Presbiteriana na Coréia (BaekSeok) | CMIR | 7.373                                                                    | 2.000.037 | 2023                                                                                     |
| Coreia do Sul | Presbiterianos | Igreja Presbiteriana na Coreia (GaeHyuk I) | - | 4.467                                                                    | 633.600 | 2004.                                                                                    |
| Coreia do Sul | Presbiterianos | Igreja Presbiteriana na Coreia (Kosin) | CIIR | 2.123                                                                    | 378.376 | 2024                                                                                     |
| Coreia do Sul | Presbiterianos | Igreja Presbiteriana na República da Coréia | CMIR | 1.637                                                                    | 193.221 | 2023                                                                                     |
| Coreia do Sul | Presbiterianos | Igreja Presbiteriana na Coreia (HapShin) | - | 973                                                                      | 129.491 | 2022                                                                                     |
| Coreia do Sul | Presbiterianos | Igreja Presbiteriana na Coreia (HoHeon) | - | 910                                                                      | 120.000 | 2004                                                                                     |
| Coreia do Sul | Presbiterianos | Igreja Presbiteriana da Coreia (Daeshin) | - | 723                                                                      | 60.888 | 2018                                                                                     |
| Coreia do Sul | Presbiterianos | Igreja Presbiteriana na Coreia (HanYoung) | - | 573                                                                      | - | 2007                                                                                     |
| Coreia do Sul | Presbiterianos | Igreja Presbiteriana Pura na Coreia | - | 57                                                                       | 12.775 | 2004                                                                                     |
| Coreia do Sul | Presbiterianos | Igreja Presbiteriana na Coreia (KoRyu) | - | -                                                                        | - | -                                                                                        |
| Coreia do Sul | Presbiterianos | Igreja Presbiteriana na Coreia (HapDongDongShin) | - | -                                                                        | - | -                                                                                        |
| Coreia do Sul | Presbiterianos | Igreja Presbiteriana na Coreia (DaeshinSeokSu) | - | -                                                                        | - | -                                                                                        |
| Coreia do Sul | Presbiterianos | Igreja Reformada Independente da Coreia | CIIR | 4                                                                        | 208 | 2022                                                                                     |
| Coreia do Sul | Congregacional | Movimento Puritano Coreano | FCI | -                                                                        | - | -                                                                                        |
| Costa Rica | Presbiterianos | Igreja Evangélica Presbiteriana Costarricense | CMIR | 24                                                                       | 1.325 | 2013                                                                                     |
| Costa Rica | Presbiterianos | Igreja Presbiteriana e Reformada da Costa Rica | - | 5                                                                        | 219 | 2004                                                                                     |
| Costa Rica | Presbiterianos | Igreja Presbiteriana Coreana na Costa Rica | - | -                                                                        | - | -                                                                                        |
| Costa Rica | Presbiterianos | Igreja Evangélica Presbiteriana Costarricense | - | 24                                                                       | 1.325 | 2013                                                                                     |
| Croácia | Reformados continentais | Igreja Cristã Reformada Calvinista na Croácia | CMIR | 21                                                                       | 3.378 | 2006                                                                                     |
| Croácia, Servia e Hungria                                                                                         | Anglicanos reformados | Igreja Cristã Reformada Protestante na Croácia | - | -                                                                        | - | -                                                                                        |
| Costa do Marfim                                                                                                   | Presbiterianos | Igreja Evangélica Presbiteriana da Costa do Marfim | - | 40                                                                       | - | 2021                                                                                     |
| Cuba | Presbiterianos | Igreja Presbiteriana Reformada em Cuba | CMIR | 59                                                                       | 15.000 | 2006                                                                                     |
| Cuba | Reformados continentais | Igreja Cristã Reformada em Cuba | - | 35                                                                       | 771 | 2024                                                                                     |
| Cuba | Morávios | Igreja da Morávia em Cuba | CMIR | 8                                                                        | 600 | 2021                                                                                     |
| Curaçao | Igrejas Unidas (Reformados continentais e Luteranos)                                                                             | Igreja Protestante Unida de Curaçao | - | 1                                                                        | - | 2004                                                                                     |
| Curaçao | Reformados continentais | Igreja Reformada Curaçao | - | 1                                                                        | - | 2004                                                                                     |
| Djibuti | Igrejas Unidas | Igreja Evangélica Protestante de Djibuti | - | -                                                                        | - | -                                                                                        |
| Dinamarca | Reformados continentais | Sínodo Reformado da Dinamarca | CMIR | 4                                                                        | 1.000 | 2004                                                                                     |
| República Dominicana                                                                                              | Reformados continentais | Igreja Cristã Reformada na República Dominicana | CMIR | 195                                                                      | 15.000 | 2024                                                                                     |
| República Dominicana                                                                                              | Igrejas Unidas (Presbiterianos e Metodistas)                                                                                     | Igreja Evangélica Dominicana | CMIR | 101                                                                      | 5.000 | 2022                                                                                     |
| República Dominicana                                                                                              | Reformados continentais | Igreja Reformada Dominicana | - | -                                                                        | 15 | 2021                                                                                     |
| República Dominicana                                                                                              | Reformados continentais | Igreja Reformada Bíblica da Graça | - | -                                                                        | - | -                                                                                        |
| República Dominicana                                                                                              | Batistas reformados | Igreja Bíblica do Senhor Jesus Cristo | - | -                                                                        | - | -                                                                                        |
| Egito e Emirados Árabes Unidos                                                                                    | Presbiterianos | Igreja Evangélica do Egito (Sínodo do Nilo) | CMIR | 400                                                                      | 750.000 | 2024                                                                                     |
| Egito | - | Igreja do Evangelho da Paz do Egito | FRM | -                                                                        | - | -                                                                                        |
| El Salvador | Reformados continentais | Igreja Reformada Calvinista de El Salvador | CMIR | 5                                                                        | 3.212 | 2004                                                                                     |
| El Salvador | Reformados continentais | Igreja Cristã Reformada em El Salvador | - | 2                                                                        | 60 | 2004                                                                                     |
| El Salvador | Reformados continentais | Igreja Evangélica e Reformada em El Salvador | - | -                                                                        | - | -                                                                                        |
| Emirados Árabes Unidos                                                                                            | Presbiterianos | Igreja Presbiteriana EAU | - | -                                                                        | - | -                                                                                        |
| Emirados Árabes Unidos                                                                                            | Batistas reformados | Igreja Evangélica de Dubai | - | 4                                                                        | - | 2020                                                                                     |
| Equador | Presbiterianos | Igreja Reformada Presbiteriana do Equador | - | 3                                                                        | - | 2018                                                                                     |
| Equador | Igrejas Unidas (Presbiterianos e Metodistas)                                                                                     | Igreja Evangélica Unida do Equador | - | -                                                                        | 1.500 | 2016                                                                                     |
| Eritreia | Presbiterianos | Igreja Presbiteriana Evangélica Mehrete Yesus | - | 1                                                                        | 80 | 2007                                                                                     |
| Eslováquia | Reformados continentais | Igreja Cristã Reformada na Eslováquia | CMIR | 304                                                                      | 85.271 | 2021                                                                                     |
| Eslovênia | Reformados continentais | Igreja Cristã Reformada na Eslovênia | CMIR | 4                                                                        | 400 | 2004                                                                                     |
| Espanha | Igrejas Unidas (Presbiterianos, Congregacionais, Valdenses, Metodistas e Luteranos)                                              | Igreja Evangélica Espanhola | CMIR | 40                                                                       | 3.000 | 2014                                                                                     |
| Espanha | Presbiterianos | Igreja Evangélica Presbiteriana da Espanha | - | 12                                                                       | - | 2021                                                                                     |
| Espanha | Reformados continentais | Igrejas Reformadas da Espanha | CIIR | 4                                                                        | 310 | 2022                                                                                     |
| Estados Unidos da América                                                                                         | Presbiterianos | Igreja Presbiteriana (EUA) | CMIR | 8.432                                                                    | 1.045.848 | 2024                                                                                     |
| Estados Unidos da América, Canadá, Chile e Guam                                                                   | Presbiterianos | Igreja Presbiteriana na América | FRM | 1.964                                                                    | 400.751 | 2023                                                                                     |
| Estados Unidos da América                                                                                         | Presbiterianos | Ordem do Pacto dos Presbiterianos Evangélicos | CMIR e FRM | 400                                                                      | 127.000 | 2022                                                                                     |
| Estados Unidos da América                                                                                         | Presbiterianos | Igreja Presbiteriana Evangélica (EUA) | FRM | 626                                                                      | 119.931 | 2024                                                                                     |
| Estados Unidos da América                                                                                         | Presbiterianos | Igreja Presbiteriana Coreana Americana | - | 650                                                                      | 80.000 | 2021                                                                                     |
| Estados Unidos da América                                                                                         | Arminianos | Igreja Presbiteriana Cumberland | CMIR | 841                                                                      | 57.616 | 2023                                                                                     |
| Estados Unidos da América                                                                                         | Presbiterianos | Igreja Presbiteriana Coreana no Exterior | CMIR | 417                                                                      | 53.182 | 2023                                                                                     |
| Estados Unidos da América                                                                                         | Presbiterianos | Igreja Presbiteriana Ortodoxa | CIIR | 341                                                                      | 33.566 | 2024                                                                                     |
| Estados Unidos da América                                                                                         | Presbiterianos | Igreja Presbiteriana Reformada Associada (EUA) | FRM e CIIR | 260                                                                      | 25.692 | 2021                                                                                     |
| Estados Unidos da América                                                                                         | Arminianos | Igreja Presbiteriana Cumberland na América | CMIR | 111                                                                      | 14.473 | 2020                                                                                     |
| Estados Unidos da América                                                                                         | Presbiterianos | Igreja Presbiteriana Coreana na América (Kosin) | - | 135                                                                      | 10.300 | 2015                                                                                     |
| Estados Unidos da América e Japão                                                                                 | Presbiterianos | Igreja Presbiteriana Reformada da América do Norte | CIIR | 107                                                                      | 7.581 | 2021                                                                                     |
| Estados Unidos da América                                                                                         | Presbiterianos | Igreja Presbiteriana Bíblica | - | 27                                                                       | 3.528 | 2004                                                                                     |
| Estados Unidos da América                                                                                         | Presbiterianos | Igreja Presbiteriana Cumberland Superior | - | 14                                                                       | 1.000 | 2014                                                                                     |
| Estados Unidos da América                                                                                         | Presbiterianos | Igreja Presbiteriana Vanguarda | - | 29                                                                       | - | 2024                                                                                     |
| Estados Unidos da América                                                                                         | Presbiterianos | Assembleia Evangélica de Igrejas Presbiterianas na América | - | 73                                                                       | - | 2020                                                                                     |
| Estados Unidos da América                                                                                         | Presbiterianos | Igreja Presbiteriana Evangélica Coreana na América | - | 26                                                                       | - | 2002                                                                                     |
| Estados Unidos da América                                                                                         | Presbiterianos | Igreja Presbiteriana Livre da América do Norte | - | 22                                                                       | - | 2021                                                                                     |
| Estados Unidos da América                                                                                         | Presbiterianos | Igreja Presbiteriana Reformada - Presbitério de Hanover | - | 19                                                                       | - | 2022                                                                                     |
| Estados Unidos da América                                                                                         | Presbiterianos | Igreja Presbiteriana do Pacto | - | 13                                                                       | - | 2022                                                                                     |
| Estados Unidos da América                                                                                         | Presbiterianos | Assembleia Geral da Igreja Presbiteriana Reformada | - | 11                                                                       | - | 2022                                                                                     |
| Estados Unidos da América                                                                                         | Presbiterianos | Igreja Presbiteriana Bíblica - Presbitério da Fé | - | 9                                                                        | - | 2015                                                                                     |
| Estados Unidos da América                                                                                         | Presbiterianos | Igreja Reformada Presbiteriana (América do Norte) | - | 7                                                                        | 226 | 2018                                                                                     |
| Estados Unidos da América                                                                                         | Presbiterianos | Presbitério Evangélico | - | 9                                                                        | - | 2024                                                                                     |
| Estados Unidos da América                                                                                         | Presbiterianos | Igreja Presbiteriana Reformada do Pacto | - | 4                                                                        | - | 2022                                                                                     |
| Estados Unidos da América                                                                                         | Presbiterianos | Igreja Presbiteriana Reformada de Cristo | - | 4                                                                        | - | 2024                                                                                     |
| Estados Unidos da América                                                                                         | Presbiterianos | Igreja Presbiteriana Evangélica Westminster | - | 4                                                                        | - | 2024                                                                                     |
| Estados Unidos da América                                                                                         | Presbiterianos | Igreja Presbiteriana Americana | - | 2                                                                        | 60 | 2014                                                                                     |
| Estados Unidos da América e Canadá                                                                                | Reformados continentais | Igreja Cristã Reformada na América do Norte | CMIR e FRM | 981                                                                      | 183.710 | 2025                                                                                     |
| Estados Unidos da América e Canadá                                                                                | Reformados continentais | Igreja Reformada na América | CMIR | 698                                                                      | 88.128 | 2024                                                                                     |
| Estados Unidos da América                                                                                         | Reformados continentais | Igrejas Reformadas Unidas na América do Norte | CIIR | 140                                                                      | 25.004 | 2023                                                                                     |
| Estados Unidos da América                                                                                         | Reformados continentais | Aliança das Igrejas Reformadas | - | 182                                                                      | - | 2024                                                                                     |
| Estados Unidos da América                                                                                         | Reformados continentais | Congregações Reformadas Neerlandesas | - | 27                                                                       | 11.172 | 2016                                                                                     |
| Estados Unidos da América                                                                                         | Reformados continentais | Igrejas Protestantes Reformadas na América | - | 33                                                                       | 8.716 | 2017                                                                                     |
| Estados Unidos da América                                                                                         | Reformados continentais | Igreja Reformada Húngara na América | CMIR | 27                                                                       | 6.080 | 2006                                                                                     |
| Estados Unidos da América                                                                                         | Reformados continentais | Igrejas Reformadas Livres da América do Norte | CIIR | 23                                                                       | 5.420 | 2022                                                                                     |
| Estados Unidos da América                                                                                         | Reformados continentais | Igreja Reformada nos Estados Unidos | CIIR | 43                                                                       | 3.340 | 2022                                                                                     |
| Estados Unidos da América                                                                                         | Reformados continentais | Rede do Reino | - | 25                                                                       | - | 2024                                                                                     |
| Estados Unidos da América                                                                                         | Reformados continentais | Congregações Reformadas na América do Norte | - | 4                                                                        | 1.831 | 2015                                                                                     |
| Estados Unidos da América                                                                                         | Reformados continentais | Igreja Evangélica Reformada na América | FRM | -                                                                        | - | -                                                                                        |
| Estados Unidos da América                                                                                         | Congregacionais | Conferência Cristã Congregacional Conservadora | FMEC | 301                                                                      | 51.112 | 2020                                                                                     |
| Estados Unidos da América                                                                                         | Congregacionais | Associação Nacional de Igrejas Cristãs Congregacionais | FCI | 304                                                                      | 41.582 | 2020                                                                                     |
| Estados Unidos da América                                                                                         | Congregacionais | Fraternidade Congregacional Reformada | - | -                                                                        | - | -                                                                                        |
| Estados Unidos da América                                                                                         | Congregacionais | Associação Evangélica de Igrejas Cristãs Reformadas e Congregacionais | - | 260                                                                      | - | 2024                                                                                     |
| Estados Unidos da América                                                                                         | Batistas reformados | Associação Batista Confessional | - | 13                                                                       | - | 2023                                                                                     |
| Estados Unidos da América                                                                                         | Anglicanos Reformados | Missão Anglicana nas Américas | - | 13                                                                       | - | 2010                                                                                     |
| Estados Unidos da América                                                                                         | Anglicanos reformados | Igreja Episcopal Unida da América do Norte | FRM | 26                                                                       | - | 2010                                                                                     |
| Estados Unidos da América                                                                                         | Igrejas Unidas (Reformados continentais, Congregacionais e Luteranos)                                                            | Igreja Unida de Cristo - Sínodo Calvino (Igreja Unida de Cristo) | CMIR | 4.603                                                                    | 712.296 | 2023                                                                                     |
| Estados Unidos da América, Canadá, Japão, Rússia, Hungria, Ucrânia, Bulgária, Belarus, Polônia, Malásia e Brasil  | Igrejas Unidas (Presbiterianos, reformados continentais, congregacionais, batistas reformados e anglicanos reformados)           | Comunhão de Igrejas Evangélicas Reformadas | - | 149                                                                      | - | 2024                                                                                     |
| Estados Unidos da América                                                                                         | Igrejas Unidas (Presbiterianos, Reformados continentais e Anglicanos reformados)                                                 | Federação de Igrejas Reformadas | - | 6                                                                        | - | 2020                                                                                     |
| Essuatíni | Reformados continentais | Igreja Reformada da Suazilândia | CMIR | 4                                                                        | 1.600 | 2016                                                                                     |
| Etiópia | Igrejas Unidas (Presbiterianos e Luteranos)                                                                                      | Igreja Evangélica Etíope Mekane Yesus - Sínodo de Betel de Gambela Oriental | CMIR | 16.000                                                                   | 12.000.000 | 2023                                                                                     |
| Etiópia | Presbiterianos | Igreja Presbiteriana na Etiópia | - | 140                                                                      | 120.000 | 2022                                                                                     |
| Etiópia | Presbiterianos | Igreja Presbiteriana Reformada na Etiópia | - | 10                                                                       | - | 2017                                                                                     |
| Etiópia | Presbiterianos | Igreja Reformada da Graça Etíope | - | -                                                                        | - | -                                                                                        |
| Etiópia | - | Igreja Evangélica Etíope Betel | - | -                                                                        | - | -                                                                                        |
| Etiópia | Batistas reformados | Igreja Batista Raisin Power da Etiópia | FRM | -                                                                        | - | -                                                                                        |
| Fiji | Presbiterianos | Igreja Presbiteriana Santo André | - | 3                                                                        | 300 | 2004                                                                                     |
| Filipinas | Presbiterianos | Igreja Presbiteriana das Filipinas | - | 300                                                                      | 20.818 | 2020                                                                                     |
| Filipinas | Presbiterianos | Igreja Presbiteriana Reformada das Filipinas | - | -                                                                        | - | -                                                                                        |
| Filipinas | Presbiterianos | Igreja Presbiteriana Daeshin das Filipinas | - | -                                                                        | - | -                                                                                        |
| Filipinas | Reformados continentais | Igreja Cristã Reformada nas Filipinas | CMIR | 98                                                                       | 8.232 | 2024                                                                                     |
| Filipinas | Reformados continentais | Federação das Igrejas Protestantes Reformadas nas Filipinas | - | -                                                                        | - | -                                                                                        |
| Filipinas | Reformados continentais | Igrejas Reformadas nas Filipinas (Federação Dorthian) | - | -                                                                        | - | -                                                                                        |
| Filipinas | Reformados continentais | Igreja Reformada da Aliança Unida nas Filipinas | - | -                                                                        | - | -                                                                                        |
| Filipinas | Reformados continentais | Igreja Protestante Reformada em Bulacan | - | -                                                                        | - | -                                                                                        |
| Filipinas | Reformados continentais | Igreja Reformada Protestante Bereana nas Filipinas | - | -                                                                        | - | -                                                                                        |
| Filipinas | Reformados continentais | Igrejas Reformadas Bastião da Verdade nas Filipinas | - | -                                                                        | - | -                                                                                        |
| Filipinas | Igrejas Unidas (Presbiterianos, Batista, Discípulos de Cristo e Metodista)                                                       | Igreja Unida de Cristo nas Filipinas | CMIR | 2.564                                                                    | 470.792 | 2020                                                                                     |
| Filipinas | Igrejas Unidas (Presbiterianos e Metodistas)                                                                                     | Igreja Evangélica Unida de Cristo nas Filipinas | CMIR | 72                                                                       | 30.000 | 2004                                                                                     |
| Filipinas | Congregacionais | Associação Nacional das Igrejas Congregacionais | FMEC | -                                                                        | - | -                                                                                        |
| França | Igrejas Unidas (Reformados continentais e Luteranos)                                                                             | Igreja Protestante Unida da França | CMIR | 1.000                                                                    | 220.000 | 2023                                                                                     |
| França | Igrejas Unidas (Reformados continentais e Luteranos)                                                                             | União das Igrejas Protestantes da Alsácia e Lorena - Igreja Protestante Reformada da Alsácia e Lorena | CMIR | 240                                                                      | 250.000 | 2019                                                                                     |
| França | Reformados continentais | União Nacional das Igrejas Protestantes Reformadas Evangélicas da França | - | 70                                                                       | 3.000 | 2015                                                                                     |
| França | Igrejas Unidas (Reformados continentais e Luteranos)                                                                             | Igreja Protestante Malgache na França | CMIR | 39                                                                       | 10.000 | 2023                                                                                     |
| Finlândia | Presbiterianos | Igreja Evangélica Reformada de Lahti | - | 1                                                                        | 15 | 2022                                                                                     |
| Finlândia | Batistas reformados | Fraternidade de Igrejas Batistas Reformadas da Finlândia | - | 3                                                                        | - | 2024                                                                                     |
| Finlândia | Batistas reformados | Igreja Batista Internacional Agape | - | 1                                                                        | - | 2024                                                                                     |
| Gabão | Reformados continentais | Igreja Evangélica do Gabão | - | 108                                                                      | 30.000 | 2016                                                                                     |
| Gabão | Presbiterianos | Igreja Presbiteriana do Gabão | - | 4                                                                        | - | 2022                                                                                     |
| Gana | Presbiterianos | Igreja Presbiteriana do Gana | CMIR | 4.889                                                                    | 1.261.284 | 2022                                                                                     |
| Gana | Presbiterianos | Igreja Presbiteriana Evangélica (Gana) | CMIR | 750                                                                      | 600.000 | 2021                                                                                     |
| Gana | Presbiterianos | Igreja Evangélica Global | - | 969                                                                      | 146.443 | 2022                                                                                     |
| Gâmbia | Presbiterianos | Igreja Presbiteriana na Gâmbia | - | -                                                                        | - | -                                                                                        |
| Gâmbia | Presbiterianos | Igreja da Comunidade Cristã Canaã em Gâmbia | - | 3                                                                        | 175 | 2004                                                                                     |
| Granada | Presbiterianos | Igreja Presbiteriana em Granada | CMIR | 3                                                                        | 876 | 2004                                                                                     |
| Geórgia | Presbiteriana | Missão da Agência Presbiteriana de Missões Transculturais | - | -                                                                        | - | 2025                                                                                     |
| Grécia e Chipre                                                                                                   | Presbiterianos | Igreja Evangélica Grega | CMIR | 30                                                                       | 6.000 | 2016                                                                                     |
| Grécia | Congregacional | Igrejas Congregacionais na Grécia | FCI | -                                                                        | - | -                                                                                        |
| Guadalupe | Reformados continentais | Igreja Protestante Reformada de Guadalupe | - | 1                                                                        | - | 2023                                                                                     |
| Guatemala | Presbiterianos | Igreja Evangélica Nacional Presbiteriana da Guatemala | CMIR | 155                                                                      | 60.000 | 2023                                                                                     |
| Guatemala | Presbiterianos | Sínodo Presbiteriano do Sudoeste da Guatemala | - | -                                                                        | 6.540 | 2004                                                                                     |
| Guatemala | Presbiterianos | Igreja Presbiteriana Bíblica Belém | - | 45                                                                       | 1.000 | 2004                                                                                     |
| Guatemala | Presbiterianos | Igreja Evangélica São João Apóstolo na Guatemala | - | 1                                                                        | 250 | 2004                                                                                     |
| Guatemala | Presbiterianos | Igreja Presbiteriana Fundamentalista Independente | - | 1                                                                        | 90 | 2004                                                                                     |
| Guatemala | Reformados continentais | Igreja Reformada na Guatemala | - | -                                                                        | - | -                                                                                        |
| Guiana | Congregacionais | União Congregacional Guiana | CMIR e FCI | 40                                                                       | 2.452 | 2006                                                                                     |
| Guiana | Presbiterianos | Igreja Presbiteriana Guiana | CMIR | 44                                                                       | 2.500 | 2006                                                                                     |
| Guiana | Presbiterianos | Igreja Presbiteriana da Guiana | CMIR | 25                                                                       | 5.600 | 2006                                                                                     |
| Guiné | Presbiterianos | Igreja Presbiteriana Emmanuel Conacri | - | 1                                                                        | - | -                                                                                        |
| Guiné-Bissau | Presbiterianos | Igreja Presbiteriana da Guiné-Bissau | - | 12                                                                       | 370 | 2020                                                                                     |
| Guiné Equatorial                                                                                                  | Presbiterianos | Igreja Presbiteriana Reformada da Guiné Equatorial | CMIR | 29                                                                       | 8.230 | 2006                                                                                     |
| Haiti | Presbiterianos | Igreja Presbiteriana Reformada no Haiti | - | 1                                                                        | - | 2024                                                                                     |
| Haiti | Reformados continentais | Igreja Cristã Reformada do Haiti | - | 75                                                                       | 3.500 | 2024                                                                                     |
| Haiti | - | União das Igrejas da Comunidade Cristã do Haiti | FRM | -                                                                        | - | -                                                                                        |
| Honduras | Reformados continentais | Igreja Cristã Reformada de Honduras | CMIR | 75                                                                       | 5.000 | 2011                                                                                     |
| Honduras | Reformados continentais | Igreja Evangélica e Reformada de Honduras | - | 45                                                                       | 15.000 | 2004                                                                                     |
| Honduras | Presbiterianos | Igreja Presbiteriana de Honduras | - | 23                                                                       | 650 | 2004                                                                                     |
| Hungria | Reformados continentais | Igreja Reformada na Hungria | CMIR | 1.230                                                                    | 943.982 | 2022                                                                                     |
| Índia | Igrejas Unidas (Presbiterianos, Congregacionais, Reformados continentais, Anglicanos e Metodistas)                               | Igreja do Sul da Índia | CMIR | 10.114                                                                   | 4.500.000 | 2022                                                                                     |
| Índia | Igrejas Unidas (Presbiterianos, Anglicanos, Metodistas e Discípulos de Cristo)                                                   | Igreja do Norte da Índia | CMIR | 4.600                                                                    | 2.200.000 | 2023                                                                                     |
| Índia | Congregacionais | Associação de Igrejas Evangélicas (Índia) | CMIR e FMEC | 200                                                                      | 35.000 | 2017                                                                                     |
| Índia | Congregacionais | Igreja Evangélica de Maraland | CMIR | 74                                                                       | 30.327 | 2006                                                                                     |
| Índia | Congregacionais | Igreja Congregacional da Índia (Maraland) | CMIR e FCI | 23                                                                       | 5.500 | 2006                                                                                     |
| Índia | Presbiterianos | Igreja Presbiteriana da Índia | CMIR | 4.054                                                                    | 1.605.423 | 2024                                                                                     |
| Índia | Presbiterianos | Igreja Evangélica Presbiteriana de Siquim | - | 120                                                                      | 61.000 | 2018                                                                                     |
| Índia | Presbiterianos | Igreja Unida do Norte da Índia | - | 105                                                                      | 11.837 | 2016                                                                                     |
| Índia | Presbiterianos | Igreja Presbiteriana Reformada do Nordeste da Índia | CMIR e FRM e CIIR | 105                                                                      | 11.376 | 2021                                                                                     |
| Índia | Presbiterianos | Igreja Presbiteriana na Índia (Reformada) | FRM | 50                                                                       | 10.000 | 2015                                                                                     |
| Índia | Presbiterianos | Igreja Presbiteriana Reformada da Índia | FRM e CIIR | 10                                                                       | 3.000 | 2004                                                                                     |
| Índia | Presbiterianos | Igreja Presbiteriana no Sul da Índia | - | 70                                                                       | - | 2020                                                                                     |
| Índia | Presbiterianos | Igreja Presbiteriana Livre de Kalimpong | - | 47                                                                       | - | 2018                                                                                     |
| Índia | Presbiterianos | Igreja Presbiteriana Livre da Índia | CIIR | 18                                                                       | 756 | 2021                                                                                     |
| Índia | Presbiterianos | Igreja Reformada Presbiteriana na Índia | FRM | 10                                                                       | - | 2022                                                                                     |
| Índia | Presbiterianos | Igreja Presbiteriana Reformada Índia | FRM | -                                                                        | - | -                                                                                        |
| Índia | Presbiterianos | Igreja Presbiteriana Reformada Anugraha de Bangalore | CIIR | -                                                                        | 1.123 | 2022                                                                                     |
| Índia | Reformados continentais | Fraternidade Cristã Reformada da Índia | FRM | 300                                                                      | - | 2019                                                                                     |
| Índia | Reformados continentais | Igreja Reformada Evangélica da Índia | FRM e CIIR | 84                                                                       | 4.627 | 2022                                                                                     |
| Índia | Reformados continentais | Igrejas Reformadas do Sul da Índia | - | 3                                                                        | - | [ 285 ]                                                                                  |
| Índia | Reformados continentais | Igreja Reformada da Índia | FRM | -                                                                        | - | -                                                                                        |
| Índia | Reformados continentais | Igreja Protestante Reformada (Índia) | - | -                                                                        | - | -                                                                                        |
| Índia | Reformados continentais | Assembleia Reformada do Pacto (Índia) | - | -                                                                        | - | -                                                                                        |
| Índia | Anglicanos reformados | Concílio de Igrejas Reformadas da Índia | FRM | -                                                                        | - | -                                                                                        |
| Índia | Anglicanos reformados | Dioceses do Ministério da Cruz Celta da Índia | FRM | -                                                                        | - | -                                                                                        |
| Índia | Anglicanos reformados | Igreja Cristã Missão Índia | FRM | -                                                                        | - | -                                                                                        |
| Índia | Anglicanos reformados | Igreja Unida da Índia | FRM | -                                                                        | - | -                                                                                        |
| Índia | Anglicanos reformados | Igreja Evangélica Malankara | FRM | 3                                                                        | - | 2024                                                                                     |
| Índia | Batistas reformados | Sociedade Batista Reformada na Índia | - | -                                                                        | - | -                                                                                        |
| Índia | Batistas reformados | Conselho da Igreja Batista Telugu | FRM | -                                                                        | - | -                                                                                        |
| Indonésia | Reformados continentais | Igreja Cristã de Sulawesi Central | CMIR | 625                                                                      | 501.750 | 2022                                                                                     |
| Indonésia | Reformados continentais | Igreja Cristã em Sulawesi do Sul | CMIR | 41                                                                       | 6.555 | 2004                                                                                     |
| Indonésia | Reformados continentais | Igreja Cristã do Sul da Sumatra | CMIR | 62                                                                       | 39.900 | 2004                                                                                     |
| Indonésia | Reformados continentais | Igrejas Cristãs de Java | CMIR | 307                                                                      | 218.998 | 2011                                                                                     |
| Indonésia | Reformados continentais | Igreja Cristã do Sumba | CMIR | 712                                                                      | 386.000 | 2011                                                                                     |
| Indonésia | Reformados continentais | Igreja Evangélica Sangihe Talaud | CMIR | 335                                                                      | 158.925 | 2012                                                                                     |
| Indonésia | Reformados continentais | Igreja de Toraja Mamasa | CMIR | 531                                                                      | 130.000 | 2010                                                                                     |
| Indonésia | Reformados continentais | Igreja Cristã do Leste Java | CMIR | 118                                                                      | 153.000 | 2004                                                                                     |
| Indonésia | Reformados continentais | Igreja Cristã Evangélica em Halmahera | CMIR | 411                                                                      | 300.000 | 2018                                                                                     |
| Indonésia | Reformados continentais | Igreja Evangélica em Kalimantan | CMIR | 1.280                                                                    | 330.735 | 2015                                                                                     |
| Indonésia | Reformados continentais | Igreja Cristã Evangélica em Papua | CMIR | 2.043                                                                    | 834.763 | 2024                                                                                     |
| Indonésia | Reformados continentais | Igreja Cristã Evangélica em Bolaang Mongondow | CMIR | 181                                                                      | 210.300 | 2012                                                                                     |
| Indonésia | Reformados continentais | Igreja Cristã Indonésia | CMIR | 231                                                                      | 263.688 | 2020                                                                                     |
| Indonésia | Reformados continentais | Igreja Protestante Karo Batak | CMIR | 913                                                                      | 317.060 | 2019                                                                                     |
| Indonésia | Reformados continentais | Igreja Cristã Pasundan | CMIR | 45                                                                       | 30.000 | 2004                                                                                     |
| Indonésia | Reformados continentais | Igreja Cristã Protestante em Bali | CMIR | 72                                                                       | 13.520 | 2023                                                                                     |
| Indonésia | Reformados continentais | Igreja Protestante no Sudeste Sulawesi | CMIR | 64                                                                       | 30.000 | 2006                                                                                     |
| Indonésia | Reformados continentais | Igreja Toraja | CMIR | 1.144                                                                    | 262.171 | 2022                                                                                     |
| Indonésia | Reformados Continentais | Igreja Protestante na Indonésia - Igreja Evangélica Cristã em Timor - Igreja Cristã Evangélica em Minahasa - Igreja Protestante na Indonésia Ocidental - Igreja Protestante nas Molucas - Igreja Protestante da Papua Indonésia - Igreja Evangélica Cristã Talaud - Igreja Protestante da Indonésia Baggai Kepulawan - Igreja Protestante Indonésia na Donggala - Igreja Protestante Indonésia na Buol Toli-Toli - Igreja Cristã em Luwuk Banggai - Igreja Protestante Indonésia na Gorontalo - Igreja Cristã Ecumênica da Indonésia na Califórnia | CMIR | 4.373 - 634 - 1.060 - 351 - 761 - 630 - 123 - 157 - 169 - 251 - 76 - 168 | 3.766.078 - 1.145.226 - 830.107 - 750.000 - 575.405 - 250.000 - 79.809 - 45.980 - 40.125 - 23.374 - 15.009 - 10.302 - 188 | 2006 - 2023 - 2006 - 2006 - 2006 - 2004 - 2006 - 2006 - 2006 - 2006 - 2004 - 2006 - 2006 |
| Indonésia | Reformados continentais | Igreja Evangélica Reformada Indonésia | FRM | 74                                                                       | 7.000 | 2011                                                                                     |
| Indonésia | Reformados continentais | Igrejas Reformadas Calvinistas na Indonésia | CIIR | 16                                                                       | 1.439 | 2024                                                                                     |
| Indonésia | Reformados continentais | Igrejas Reformadas na Indonésia | CIIR | 234                                                                      | 32.892 | 2022                                                                                     |
| Indonésia | Reformados continentais | Igrejas Reformadas Calvinistas na Indonésia - Timor | - | 14                                                                       | 1.400 | 2016                                                                                     |
| Irã | Presbiterianos | Sínodo da Igreja Evangélica no Irã | CMIR | 14                                                                       | 9.000 | 2018                                                                                     |
| Iraque | Presbiterianos | Assembleia de Igrejas Presbiterianas no Iraque | - | 5                                                                        | - | 2020                                                                                     |
| Irlanda | Presbiterianos | Igreja Presbiteriana na Irlanda | CMIR | 500                                                                      | 200.000 | 2020                                                                                     |
| Irlanda | Presbiterianos | Igreja Presbiteriana Evangélica (Irlanda) | CIIR | 10                                                                       | 396 | 2021                                                                                     |
| Irlanda | Presbiterianos | Igreja Presbiteriana Reformada da Irlanda | CIIR | 41                                                                       | 2.065 | 2022                                                                                     |
| Irlanda | Arminianos | Igreja Presbiteriana não Subescrevente da Irlanda | - | 33                                                                       | 4.000 | 2013                                                                                     |
| Irlanda | Congregacionais | União Congregacional da Irlanda | FMEC | 26                                                                       | 3.100 | 2004                                                                                     |
| Israel | Presbiterianos | Igreja Presbiteriana Baraka | CMIR | 2                                                                        | 50 | 2004                                                                                     |
| Israel | Presbiterianos | Igreja de Santo André, Jerusalém | - | 2                                                                        | 40 | 2004                                                                                     |
| Itália | Valdenses | Igreja Evangélica Valdense | CMIR | 177                                                                      | 21.657 | 2017                                                                                     |
| Itália | Presbiterianos | Igreja Presbiteriana na Itália | - | 4                                                                        | 120 | 2024                                                                                     |
| Itália | Presbiterianos | Igreja Presbiteriana e Reformada na Itália | - | 4                                                                        | 50 | 2024                                                                                     |
| Itália | Batistas reformados | Igrejas Evangélicas Reformadas Batistas na Itália | FRM | 14                                                                       | 500 | 2020                                                                                     |
| Jamaica | Igrejas Unidas (Presbiterianos, Congregacionais e Discípulos de Cristo)                                                          | Igreja Unida na Jamaica e nas Ilhas Cayman | CMIR | 204                                                                      | 60.000 | 2006                                                                                     |
| Jamaica | Reformados continentais | Igrejas Protestantes Reformadas da Jamaica | - | -                                                                        | - | -                                                                                        |
| Japão | Presbiterianos | Igreja Cristã Coreana no Japão | CMIR | 100                                                                      | 7.160 | 2006                                                                                     |
| Japão | Presbiterianos | Igreja Presbiteriana Japonesa | - | 67                                                                       | 2.200 | 2012                                                                                     |
| Japão | Presbiterianos | Igreja Bíblica (Japão) | - | 19                                                                       | 908 | 2004                                                                                     |
| Japão | Presbiterianos | Igreja Presbiteriana Reformada no Japão | - | 7                                                                        | 213 | 2004                                                                                     |
| Japão | Reformados Continentais | Igreja Reformada no Japão | - | 149                                                                      | 5.000 | 2019                                                                                     |
| Japão | Reformados Continentais | Igreja Evangélica Reformada no Japão | - | 1                                                                        | 31 | 2004                                                                                     |
| Japão | Igrejas de Cristo | Igreja de Cristo no Japão | CMIR | 137                                                                      | 13.102 | 2006                                                                                     |
| Japão | Igrejas Unidas | Igreja Unida de Cristo no Japão | - | 1.648                                                                    | 154.787 | 2023                                                                                     |
| Jordânia | Presbiterianos ou Reformados continentais                                                                                        | Missão Presbiteriana ou Reformada Continental Não Identificada | - | -                                                                        | - | 2024                                                                                     |
| Kiribati | Igrejas Unidas (Presbiterianos, Congregacionais e Anglicanos)                                                                    | Igreja Unida de Kiribati | CMIR | 136                                                                      | 25.216 | 2020                                                                                     |
| Kiribati | Congregacionais | Igreja Protestante de Kiribati | - | -                                                                        | 9.971 | 2020                                                                                     |
| Kosovo | Presbiterianos ou Reformados continentais                                                                                        | Missão Presbiteriana ou Reformada Continental Não Identificada | - | -                                                                        | - | 2024                                                                                     |
| Kuwait | Presbiterianos | Igreja Protestante de Kuwait | - | 1                                                                        | - | 2020                                                                                     |
| Laos | - | Igreja Evangélica Laosiana | - | -                                                                        | - | -                                                                                        |
| Laos | Presbiterianos | Igreja Presbiteriana do Laos | - | -                                                                        | - | -                                                                                        |
| Lesoto | Reformados continentais | Igreja Evangélica de Lesoto na África Austral | CMIR | 109                                                                      | 800.000 | 2020                                                                                     |
| Letônia | Reformados continentais | Igreja Reformada na Letônia | CMIR | 3                                                                        | 40 | 2006                                                                                     |
| Líbano | Presbiterianos | União das Igrejas Evangélicas Armênias no Próximo Oriente | CMIR | 25                                                                       | 9.500 | 2006                                                                                     |
| Líbano e Síria | Presbiterianos | Sínodo Evangélico Nacional da Síria e do Líbano | CMIR | 36                                                                       | 8.000 | 2006                                                                                     |
| Líbano | Presbiterianos | União Evangélica Nacional do Líbano | CMIR | 9                                                                        | 2.000 | 2006                                                                                     |
| Libéria | Presbiterianos | Igreja Presbiteriana da Libéria | CMIR | 15                                                                       | 3.000 | 2023                                                                                     |
| Libéria | Presbiterianos | Igreja Presbiteriana Livre na Libéria | - | -                                                                        | - | -                                                                                        |
| Libéria | Reformados continentais | Igreja Cristã Reformada da Libéria | - | 11                                                                       | 920 | 2024                                                                                     |
| Libéria | - | Templo Emmanuel (Sinkor, Monrovia) | FRM | -                                                                        | - | -                                                                                        |
| Liechtenstein | Igrejas Unidas (Reformados continentais e Luteranos)                                                                             | Igreja Evangélica em Liechtenstein | - | 1                                                                        | 2.600 | 2020                                                                                     |
| Lituânia | Reformados continentais | Igreja Evangélica Reformada da Lituânia | CMIR e FRM | 14                                                                       | 7.000 | 2008                                                                                     |
| Luxemburgo | Reformados continentais | Igreja Protestante Reformada de Luxemburgo | CMIR | 4                                                                        | 3.500 | 2006                                                                                     |
| Luxemburgo | Igrejas Unidas (Reformados continentais e Luteranos)                                                                             | Igreja Protestante de Luxemburgo | - | 5                                                                        | 970 | 2004                                                                                     |
| Macedônia do Norte                                                                                                | Congregacionais | União de Igrejas Evangélicas Congregacionais na Macedônia | FMEC | -                                                                        | - | -                                                                                        |
| Madagascar | Reformados continentais | Igreja de Jesus Cristo em Madagascar | CMIR | 7.200                                                                    | 6.000.000 | 2016                                                                                     |
| Madagáscar | Reformados continentais | Igreja Protestante da Ambohimalaza-Firaisiana | FRM | -                                                                        | - | -                                                                                        |
| Madagáscar | Reformados continentais | Missão Evangélica Indígena em Madagascar | - | 450                                                                      | 105.000 | 2004                                                                                     |
| Malásia | Presbiterianos | Igreja Presbiteriana na Malásia | CMIR | 100                                                                      | 7.000 | 2004                                                                                     |
| Malásia | Batistas reformados | Igrejas Batistas Reformadas da Malásia | - | -                                                                        | - | -                                                                                        |
| Malawi | Presbiterianos | - Igreja Presbiteriana da África Central - Sínodo Nkhoma - Igreja Presbiteriana da África Central - Sínodo Blantyre - Igreja Presbiteriana da África Central - Sínodo Livingstonia | CMIR | 1.249                                                                    | 3.000.000 | 2018                                                                                     |
| Malawi e Moçambique                                                                                               | Presbiterianos | Igreja Presbiteriana Evangélica do Malawi e Moçambique | FRM | 90                                                                       | 15.000 | 2016                                                                                     |
| Malawi | Presbiterianos | Igreja Presbiteriana Reformada do Malawi | - | 150                                                                      | 20.000 | 2010                                                                                     |
| Malawi | Presbiterianos | Igreja Presbiteriana da África do Blackman | - | -                                                                        | - | -                                                                                        |
| Malta | Presbiterianos | Igreja Escocesa de Santo André | - | -                                                                        | - | -                                                                                        |
| Marrocos | Reformados continentais | Igreja Evangélica no Marrocos | CMIR | 9                                                                        | 3.000 | 2016                                                                                     |
| Ilhas Marianas do Norte                                                                                           | Presbiterianos | Igreja Presbiteriana Coreana de Saipan | - | 1                                                                        | - | -                                                                                        |
| Ilhas Marshall | Congregacionais | Igrejas Congregacionais Reformadas | CMIR | 9                                                                        | 4.000 | 2004                                                                                     |
| Ilhas Marshall | Congregacionais | Igreja Unida de Cristo (Ilhas Marshall) | CMIR | 32                                                                       | 37.130 | 2021                                                                                     |
| Martinica | Reformados continentais | Igreja Protestante Reformada de Martinica | - | 1                                                                        | - | 2023                                                                                     |
| Mali | Presbiterianos | Igreja Evangélica Presbiteriana no Mali | - | -                                                                        | - | -                                                                                        |
| Maurício | Presbiterianos | Igreja Presbiteriana de Maurício | CMIR | 5                                                                        | 501 | 2011                                                                                     |
| México | Presbiterianos | Igreja Nacional Presbiteriana do México | CMIR e FRM | 6.000                                                                    | 2.800.000 | 2010                                                                                     |
| México | Presbiterianos | Igreja Presbiteriana Reformada do México | CMIR | 102                                                                      | 26.000 | 2004                                                                                     |
| México | Presbiterianos | Igreja Presbiteriana Associada Reformada do México | CMIR | 63                                                                       | 2.365 | 2004                                                                                     |
| México | Presbiterianos | Igreja Presbiteriana Independente no México | - | 35                                                                       | 2.500 | 2004                                                                                     |
| México | Presbiterianos | Igreja Nacional Presbiteriana Conservadora do México | - | 65                                                                       | 1.600 | 2004                                                                                     |
| México | Presbiterianos | Comunhão Mexicana de Igrejas Reformadas e Presbiterianas | CMIR | -                                                                        | - | -                                                                                        |
| México | Congregacionais | Igrejas Congregacionais Cristãs no México | - | 12                                                                       | 800 | 2004                                                                                     |
| Micronésia | Congregacionais | Igreja Congregacional de Namoneas em Chuuk | FMEC | -                                                                        | 19.462 | 2022                                                                                     |
| Micronésia | Congregacionais | Igreja Unida de Cristo em Kosrae | - | -                                                                        | 7.410 | 2022                                                                                     |
| Micronésia | Congregacionais | Igreja Unida de Cristo em Pohnpei | - | -                                                                        | 17.000 | 2022                                                                                     |
| Moçambique | Presbiterianos | Igreja Evangélica de Cristo em Moçambique | CMIR | 500                                                                      | 40.000 | 2004                                                                                     |
| Moçambique | Presbiterianos | Igreja Presbiteriana de Moçambique | CMIR | 350                                                                      | 200.000 | 2010                                                                                     |
| Moçambique | Reformados continentais | Igreja Reformada em Moçambique | CMIR | 75                                                                       | 80.000 | 2019                                                                                     |
| Moçambique | Congregacionais | Igreja de Cristo Unida em Moçambique | CMIR | 22                                                                       | 15.000 | 2011                                                                                     |
| Mônica | Reformados continentais | Igreja Reformada de Mônaco | - | 1                                                                        | 25 | 2023                                                                                     |
| Mongólia | Presbiterianos | Igreja Presbiteriana da Mongólia | - | -                                                                        | - | -                                                                                        |
| Myanmar | Presbiterianos | Igreja Presbiteriana de Myanmar | CMIR | 245                                                                      | 33.000 | 2001                                                                                     |
| Myanmar | Presbiterianos | Igreja Presbiteriana Independente de Myanmar | CMIR | 182                                                                      | 4.932 | 2004                                                                                     |
| Myanmar | Presbiterianos | Igreja Presbiteriana Reformada em Myanmar | CMIR e FRM | 35                                                                       | 2.500 | 2021                                                                                     |
| Myanmar | Presbiterianos | Igreja Presbiteriana Evangélica em Myanmar | CMIR | 33                                                                       | 5.000 | 2004                                                                                     |
| Myanmar | Presbiterianos | Igreja Presbiteriana Westminster de Myanmar | - | -                                                                        | - | -                                                                                        |
| Myanmar | Presbiterianos | Igreja Presbiteriana Bíblica de Myanmar | - | -                                                                        | - | -                                                                                        |
| Myanmar | Reformados continentais | Igreja Cristã Reformada de Myanmar | CMIR e FRM | 50                                                                       | 5.000 | 2004                                                                                     |
| Myanmar | Reformados continentais | Igreja Evangélica Reformada de Myanmar | FRM | 40                                                                       | 7.000 | 2010                                                                                     |
| Myanmar | Reformados continentais | Igreja Reformada Unida em Myanmar | - | 25                                                                       | 2.000 | 2005                                                                                     |
| Myanmar | Reformados continentais | Comunidade de Igrejas Reformadas em Myanmar | FRM | -                                                                        | - | -                                                                                        |
| Myanmar | Reformados continentais | Igrejas Reformadas de Myanmar | - | 12                                                                       | - | 2013                                                                                     |
| Myanmar | Reformados continentais | Igreja Protestante Reformada em Myanmar | - | -                                                                        | - | -                                                                                        |
| Myanmar | Reformados continentais | Igreja Reformada Livre em Myanmar | - | -                                                                        | - | -                                                                                        |
| Myanmar | Reformados continentais | Igreja Reformada Bíblica em Myanmar | FRM | -                                                                        | - | -                                                                                        |
| Myanmar | Igrejas Unidas (Congregacionais e Luteranos)                                                                                     | Igreja Evangélica Mara | CMIR | 87                                                                       | 21.879 | 2023                                                                                     |
| Myanmar | Congregacionais | Associação de Igrejas Evangélicas (Myanmar) | FMEC | -                                                                        | - | -                                                                                        |
| Myanmar | Congregacionais | Federação Congregacional de Myanmar | FCI | -                                                                        | - | [ 396 ]                                                                                  |
| Namíbia | Reformados continentais | Igrejas Reformadas na Namíbia | - | 14                                                                       | 2.757 | 2004                                                                                     |
| Namíbia | Reformados continentais | Igreja Reformada Holandesa na Namíbia | - | 44                                                                       | 22.800 | 2022                                                                                     |
| Namíbia | Batistas reformados | Igrejas Batistas Reformadas na Namíbia | - | -                                                                        | - | -                                                                                        |
| Nauru | Congregacionais | Igreja Congregacional de Nauru | - | 7                                                                        | 7.000 | 2006                                                                                     |
| Nepal | Presbiterianos | Igreja Presbiteriana no Nepal | - | 18                                                                       | - | 2004                                                                                     |
| Nepal | Presbiterianos | Igreja Presbiteriana Aashish | - | 31                                                                       | - | 2016                                                                                     |
| Nepal | Presbiterianos | Igreja Presbiteriana Livre do Nepal | - | 100                                                                      | - | 2015                                                                                     |
| Nepal | Presbiterianos | Igreja Evangélica Presbiteriana do Nepal | - | -                                                                        | - | -                                                                                        |
| Nepal | Reformados continentais | Igrejas Reformadas Nepalesas | - | 30                                                                       | - | 2020                                                                                     |
| Nepal | Reformados continentais | Igreja Reformada do Nepal | - | 800                                                                      | - | 2015                                                                                     |
| Nepal | Congregacionais | Igrejas Evangélicas Congregacionais (Nepal) | FMEC | -                                                                        | - | -                                                                                        |
| Nicarágua | Reformados continentais | Igreja Cristã Reformada na Nicarágua | - | 8                                                                        | 200 | 2004                                                                                     |
| Nicarágua | Presbiterianos | Igreja Presbiteriana de Nicarágua | - | -                                                                        | - | -                                                                                        |
| Níger | Reformados continentais | Igreja Evangélica da República do Níger | CMIR | -                                                                        | 12.000 | 2019                                                                                     |
| Níger | Reformados continentais | União de Igrejas Evangélicas Protestantes no Níger | - | -                                                                        | - | -                                                                                        |
| Nigéria | Presbiterianos | Igreja Presbiteriana da Nigéria | CMIR | 2.000                                                                    | 3.806.690 | 2013                                                                                     |
| Nigéria | Reformados continentais | Igreja de Cristo nas Nações | - | 2.000                                                                    | 8.000.000 | 2024                                                                                     |
| Nigéria | Reformados continentais | Igreja Cristã Reformada da Nigéria | CMIR | 180                                                                      | 500.000 | 2024                                                                                     |
| Nigéria | Reformados continentais | Igreja de Cristo Reformada Universal | CMIR | 2.000                                                                    | 1.000.000 | 2023                                                                                     |
| Nigéria | Reformados continentais | Igreja Reformada Evangélica de Cristo | CMIR | 267                                                                      | 1.500.000 | 2004                                                                                     |
| Nigéria | Reformados continentais | Igreja Reformada de Cristo Para as Nações | CMIR | 132                                                                      | 100.000 | 2024                                                                                     |
| Nigéria | Reformados continentais | Igreja Unida de Cristo na Nigéria | CMIR | 81                                                                       | 66.000 | 2004                                                                                     |
| Nigéria | Reformados continentais | Igreja Reformada da Nigéria | - | 5                                                                        | 2.500 | 2004                                                                                     |
| Niue | Congregacionais | Igreja Cristã Congregacional de Niue | CMIR | 16                                                                       | 1.190 | 2006                                                                                     |
| Noruega | Presbiterianos | Primeira Igreja Presbiteriana da Noruega | - | 1                                                                        | - | 2023                                                                                     |
| Nova Caledônia | Reformados continentais | Igreja Protestante de Kanaky Nova Caledônia | CMIR | 90                                                                       | 70.000 | 2006                                                                                     |
| Nova Caledônia | Reformados continentais | Igreja Evangélica Livre | - | 74                                                                       | 2.000 | 2004                                                                                     |
| Nova Zelândia | Presbiterianos | Igreja Presbiteriana de Aotearoa Nova Zelândia | CMIR | 259                                                                      | 18.348 | 2023                                                                                     |
| Nova Zelândia | Presbiterianos | Igreja Presbiteriana da Graça da Nova Zelândia | FRM | 25                                                                       | - | 2024                                                                                     |
| Nova Zelândia | Reformados continentais | Igrejas Reformadas da Nova Zelândia | CIIR | 21                                                                       | 3.530 | 2024                                                                                     |
| Nova Zelândia | Congregacionais | União Congregacional da Nova Zelândia | FMEC | 13                                                                       | 670 | 2019                                                                                     |
| Omã | Igrejas Unidas (Reformados continentais e Anglicanos)                                                                            | Igreja Protestante de Omã | - | 9                                                                        | - | -                                                                                        |
| Países Baixos | Igrejas Unidas (Reformados continentais e Luteranos)                                                                             | Igreja Protestante na Holanda | CMIR | 1.487                                                                    | 1.430.000 | 2024                                                                                     |
| Países Baixos | Reformados continentais | Igrejas Reformadas Neerlandesas | - | 318                                                                      | 130.842 | 2025                                                                                     |
| Países Baixos | Reformados continentais | Congregações Reformadas | - | 152                                                                      | 107.015 | 2022                                                                                     |
| Países Baixos | Reformados continentais | Igrejas Cristãs Reformadas na Holanda | CIIR | 181                                                                      | 66.572 | 2025                                                                                     |
| Países Baixos | Reformados continentais | Igreja Reformada Restaurada | - | 118                                                                      | 60.917 | 2023                                                                                     |
| Países Baixos | Reformados continentais | Congregações Reformadas na Holanda | - | 49                                                                       | 23.169 | 2024                                                                                     |
| Países Baixos | Reformados continentais | Congregações Reformadas Antigas na Holanda | - | 62                                                                       | 18.000 | 2005                                                                                     |
| Países Baixos | Reformados continentais | Igrejas Reformadas (Países Baixos) | CIIR | 31                                                                       | 3.500 | 2024                                                                                     |
| Países Baixos | Reformados continentais | Igrejas Reformadas Continuadas na Holanda | - | 5                                                                        | 2.001 | 2019                                                                                     |
| Países Baixos | Reformados continentais | Congregações Reformadas na Holanda (desconectadas) | - | 7                                                                        | 1.500 | 2020                                                                                     |
| Países Baixos | Reformados continentais | Congregações Reformadas Antigas (desconectadas) | - | 3                                                                        | - | 2007                                                                                     |
| Países Baixos | Reformados continentais | Igreja Evangélica Molucana | - | 65                                                                       | 65.000 | 2011                                                                                     |
| Países Baixos | Reformados continentais | Igreja Cristã Indonésia na Holanda | - | 8                                                                        | 782 | 2004                                                                                     |
| Países Baixos | Presbiterianos | Igreja Reformada Coreana na Holanda | - | 1                                                                        | 159 | 2004                                                                                     |
| Países Baixos | Congregacionais | Aliança de Congregações Evangélicas Livres na Holanda | CMIR | 40                                                                       | 7.000 | 2004                                                                                     |
| Países Baixos | Arminianos | Irmandade Remonstrante | CMIR | 44                                                                       | 5.050 | 2015                                                                                     |
| Palau | Presbiterianos | Igreja Presbiteriana Coreana | - | -                                                                        | - | 2015                                                                                     |
| Panamá | Presbiterianos | Igreja Presbiteriana do Panamá | - | 1                                                                        | 43 | 2025                                                                                     |
| Panamá | Presbiterianos | Igreja Presbiteriana Comunidade de Cristo | - | 1                                                                        | 40 | 2025                                                                                     |
| Panamá | Presbiterianos | Igreja Presbiteriana Reformada do Panamá | - | 1                                                                        | 20 | 2025                                                                                     |
| Papua-Nova Guiné                                                                                                  | Igrejas Unidas (Presbiterianos e Metodistas)                                                                                     | Igreja Unida em Papua-Nova Guiné | - | 2.600                                                                    | 748.961 | 2011                                                                                     |
| Papua-Nova Guiné                                                                                                  | Reformados continentais | Igrejas Reformadas de Papua-Nova Guiné | - | -                                                                        | - | -                                                                                        |
| Paquistão | Igrejas Unidas (Presbiterianos, Metodistas, Luteranos e Anglicanos)                                                              | Igreja do Paquistão | CMIR | 400                                                                      | 500.000 | 2014                                                                                     |
| Paquistão | Presbiterianos | Igreja Presbiteriana do Paquistão | CMIR | 220                                                                      | 500.000 | 2025                                                                                     |
| Paquistão | Presbiterianos | Igreja Presbiteriana Unida do Paquistão | - | 200                                                                      | 250.000 | 2018                                                                                     |
| Paquistão | Presbiterianos | Igreja Presbiteriana Reformada Associada no Paquistão | - | 100                                                                      | 150.000 | 2004                                                                                     |
| Paquistão | Reformados continentais | Igreja Reformada Sutlej do Paquistão | FRM | 20                                                                       | - | 2022                                                                                     |
| Paraguai | Presbiterianos | Igreja Presbiteriana no Paraguai | - | 8                                                                        | 250 | 2018                                                                                     |
| Paraguai | Presbiterianos | Igreja Presbiteriana e Reformada no Paraguai | - | 21                                                                       | 2.500 | 2018                                                                                     |
| Paraguai | Presbiterianos | Igreja Presbiteriana Reformada Esperança | - | -                                                                        | - | -                                                                                        |
| Paraguai | Congregacionais | Igrejas Evangélicas Congregacionais no Paraguai | - | 10                                                                       | 2.000 | 2004                                                                                     |
| Peru | Presbiterianos | Igreja Evangélica do Peru | - | 1.960                                                                    | 20.000 | 2004                                                                                     |
| Peru | Presbiterianos | Igreja Evangélica Presbiteriana e Reformada no Peru | - | 136                                                                      | 15.000 | 1997                                                                                     |
| Peru | Presbiterianos | Igreja Evangélica Presbiteriana do Peru | - | 15                                                                       | - | 2023                                                                                     |
| Polinésia Francesa                                                                                                | Congregacionais | Igreja Protestante Maóhi | CMIR | 96                                                                       | 130.000 | 2006                                                                                     |
| Polinésia Francesa                                                                                                | Congregacionais | Igreja Cristã na Polinésia Francesa | - | 8                                                                        | 1.000 | 2004                                                                                     |
| Polinésia Francesa                                                                                                | Congregacionais | Igreja Independente da Polinésia Francesa | - | 1                                                                        | 100 | 2004                                                                                     |
| Polinésia Francesa                                                                                                | Congregacionais | Igreja Protestante Reformada na Polinésia Francesa | - | 1                                                                        | 20 | 2004                                                                                     |
| Polinésia Francesa                                                                                                | Congregacionais | Nova Igreja Evangélica Reformada | - | -                                                                        | - | -                                                                                        |
| Polinésia Francesa                                                                                                | Congregacionais | Igreja do Pão Vivo | - | 1                                                                        | 200 | 2004                                                                                     |
| Polinésia Francesa                                                                                                | Congregacionais | Igreja Livre da Polinésia Francesa | - | 1                                                                        | 30 | 2004                                                                                     |
| Polônia | Reformados continentais | Igreja Evangélica Reformada na Polônia | CMIR | 13                                                                       | 3.200 | 2020                                                                                     |
| Polônia | Reformados continentais | Igreja Evangélica Presbiteriana na Polônia | FRM | 4                                                                        | 120 | 2024                                                                                     |
| Porto Rico | Reformados continentais | Igreja Cristã Reformada em Porto Rico | - | 6                                                                        | 300 | 2004                                                                                     |
| Porto Rico | Presbiterianos | Associação de Igrejas Presbiterianas Carismáticas em Porto Rico | - | -                                                                        | - | -                                                                                        |
| Porto Rico | Igrejas Unidas (Congregacionais e Irmãos de Plymouth)                                                                            | Igreja Evangélica Unida em Porto Rico | - | 61                                                                       | 4.951 | 2004                                                                                     |
| Portugal | Presbiterianos | Igreja Evangélica Presbiteriana de Portugal | CMIR | 21                                                                       | 3.000 | 2006                                                                                     |
| Portugal | Presbiterianos | Igreja Cristã Presbiteriana de Portugal | - | 7                                                                        | 250 | 2021                                                                                     |
| Portugal | Reformados continentais | Igreja Reformada Evangélica em Portugal | - | 2                                                                        | 45 | 2004                                                                                     |
| Portugal | Congregacionais | União das Igrejas Evangélicas Congregacionais Portuguesas | FMEC | 23                                                                       | 325 | 2004                                                                                     |
| Qatar | Reformados continentais | Igreja Reformada Sola Gratia | - | 1                                                                        | - | -                                                                                        |
| Quênia e Tanzânia                                                                                                 | Presbiterianos | Igreja Presbiteriana da África Oriental | CMIR | 3.200                                                                    | 4.000.000 | 2010                                                                                     |
| Quênia, Burundi, Tanzânia, República Democrática do Congo e Zimbabwe                                              | Presbiterianos | Igreja Presbiteriana Evangélica África | FRM e CIIR | 100                                                                      | 10.000 | 2022                                                                                     |
| Quênia | Presbiterianos | Igreja Presbiteriana Independente no Quênia | - | 70                                                                       | 2.500 | 2004                                                                                     |
| Quênia | Presbiterianos | Igreja Presbiteriana Bíblica do Quênia | - | 2                                                                        | 100 | 2004                                                                                     |
| Quênia | Presbiterianos | Igreja da Fé Cristã Bíblica | - | 6                                                                        | 600 | 2003                                                                                     |
| Quênia e Uganda                                                                                                   | Reformados continentais | Igreja Cristã Reformada na África Oriental | CMIR | -                                                                        | 100.000 | 2019                                                                                     |
| Quênia | Reformados continentais | Igreja Reformada da África Oriental | CMIR | 600                                                                      | 50.000 | 2021                                                                                     |
| Quênia, Congo (República Democrática do Congo), Uganda e Tanzânia                                                 | Reformados continentais | Igreja Reformada de Emaús da África | - | 50                                                                       | - | 2022                                                                                     |
| Quênia | Batistas reformados | Igreja da Unidade do Evangelho da África | - | 80                                                                       | 3.500 | 2003                                                                                     |
| Quirguistão | Presbiterianos | Igreja Cristã Evangélica Presbiteriana | - | 35                                                                       | - | 2013                                                                                     |
| Quirguistão | Presbiterianos | Igreja Presbiteriana Emanuel | - | 35                                                                       | - | 2013                                                                                     |
| Reino Unido | Presbiterianos | Igreja da Escócia | CMIR | 992                                                                      | 245.000 | 2024                                                                                     |
| Reino Unido | Igrejas Unidas (Presbiterianos, Congregacionais e Discípulos de Cristo)                                                          | Igreja Reformada Unida | CMIR | 1.242                                                                    | 35.844 | 2022                                                                                     |
| Reino Unido | Presbiterianos | Igreja Presbiteriana de Gales | CMIR | 471                                                                      | 12.938 | 2023                                                                                     |
| Reino Unido | Presbiterianos | Igreja Presbiteriana Livre da Irlanda do Norte | - | 84                                                                       | 12.000 | 2014                                                                                     |
| Reino Unido, Estados Unidos e Canadá                                                                              | Presbiterianos | Igreja Livre da Escócia | FRM e CIIR | 126                                                                      | 11.700 | 2024                                                                                     |
| Reino Unido | Presbiterianos | Igreja Livre Unida da Escócia | CMIR | 47                                                                       | 1.839 | 2023                                                                                     |
| Reino Unido, Estados Unidos, Canadá e Portugal                                                                    | Presbiterianos | Igreja Livre da Escócia (Continuada) | CIIR | 40                                                                       | 1.691 | 2022                                                                                     |
| Reino Unido, Austrália, Nova Zelândia, Singapura, Ucrânia, Estados Unidos, Canadá e Zimbabwe                      | Presbiterianos | Igreja Presbiteriana Livre da Escócia | - | 53                                                                       | 1.200 | 2021                                                                                     |
| Reino Unido, Suécia, Alemanha e Suíça                                                                             | Presbiterianos | Igreja Presbiteriana Evangélica na Inglaterra e no País de Gales | CIIR | 24                                                                       | 1.001 | 2021                                                                                     |
| Reino Unido | Presbiterianos | Igreja Presbiteriana Reformada da Escócia | - | 5                                                                        | 250 | 2020                                                                                     |
| Reino Unido | Presbiterianos | Igrejas Presbiterianas Associadas | FRM e CIIR | 9                                                                        | 200 | 2021                                                                                     |
| Reino Unido | Congregacionais | Fraternidade de Igrejas Evangélicas Independentes | - | 661                                                                      | 50.000 | 2024                                                                                     |
| Reino Unido | Congregacionais | União dos Galeses Independentes | CMIR e FCI | 390                                                                      | 20.000 | 2006                                                                                     |
| Reino Unido | Congregacionais | Federação Congregacional | FCI | 235                                                                      | 10.883 | 2004                                                                                     |
| Reino Unido | Congregacionais | Fraternidade Evangélica de Igrejas Congregacionais | FMEC | 125                                                                      | - | 2024                                                                                     |
| Reino Unido, Grécia, Ucrânia, Romênia, Chequia, Bélgica, Azerbaijão, Noruega, Finlândia, Moldávia e Coreia do Sul | Presbiterianos | Igreja Presbiteriana Internacional | - | 46                                                                       | - | 2025                                                                                     |
| Reunião | Igrejas Unidas (Reformados continentais e Luteranos)                                                                             | Igreja Protestante da Ilha da Reunião | - | 2                                                                        | 1.100 | 2017                                                                                     |
| Romênia | Reformados continentais | Igreja Reformada na Romênia | CMIR | 1.352                                                                    | 495.380 | 2021                                                                                     |
| Romênia | Reformados continentais | Igreja Evangélica Reformada da Romênia | - | -                                                                        | - | -                                                                                        |
| Romênia, Ucrânia e Hungria                                                                                        | Presbiterianos | Igreja Presbiteriana Reformada da Europa Central e Oriental | FRM e CIIR | 25                                                                       | 370 | 2022                                                                                     |
| Ruanda | Presbiterianos | Igreja Presbiteriana em Ruanda | CMIR | 3.573                                                                    | 1.624.823 | 2024                                                                                     |
| Ruanda | Presbiterianos | Igreja Presbiteriana Reformada na África (Ruanda) | - | -                                                                        | - | -                                                                                        |
| Ruanda | Reformados continentais | Igreja Reformada de Ruanda | - | -                                                                        | - | -                                                                                        |
| Ruanda | Batistas reformados | Convenção Batista Reformada em Ruanda | - | -                                                                        | - | -                                                                                        |
| Rússia | Reformados continentais | Igreja Evangélica Reformada da Rússia | FRM | 15                                                                       | 350 | 2010                                                                                     |
| Ilhas Salomão | Igrejas Unidas (Presbiterianos e Metodistas)                                                                                     | Igreja Unida nas Ilhas Salomão | CMIR | 191                                                                      | 50.000 | 2006                                                                                     |
| Samoa Americana                                                                                                   | Congregacionais | Igreja Cristã Congregacional da Samoa Americana | CMIR e FCI | 113                                                                      | 20.000 | 2006                                                                                     |
| Samoa | Congregacionais | Igreja Cristã Congregacional de Samoa | CMIR | 325                                                                      | 70.000 | 2006                                                                                     |
| Senegal | Reformados continentais | Igreja Protestante do Senegal | CMIR | 5                                                                        | 1.000 | 2015                                                                                     |
| Senegal | Presbiterianos | Igreja Presbiteriana do Senegal | FRM | 20                                                                       | 800 | 2017                                                                                     |
| Senegal | Presbiterianos | Igreja Evangélica Presbiteriana do Senegal | - | -                                                                        | - | -                                                                                        |
| Serra Leoa | Presbiterianos | Igreja Presbiteriana de Serra Leoa | - | 7                                                                        | 500 | 2021                                                                                     |
| Serra Leoa | Presbiterianos | Igreja Presbiteriana do Monte Sião | - | -                                                                        | - | -                                                                                        |
| Serra Leoa | Presbiterianos | Igreja Presbiteriana Evangélica de Serra Leoa | - | -                                                                        | - | -                                                                                        |
| Serra Leoa | Reformados continentais | Igreja Cristã Reformada em Serra Leoa | - | 60                                                                       | 5.500 | 2010                                                                                     |
| Sérvia | Reformados continentais | Igreja Cristã Reformada na Sérvia | CMIR | 50                                                                       | 17.000 | 2004                                                                                     |
| Seychelles | Reformados continentais | Igreja Reformada em Seychelles | - | 1                                                                        | 200 | 2019                                                                                     |
| Singapura | Presbiterianos | Igreja Presbiteriana em Singapura | CMIR | 37                                                                       | 21.000 | 2020                                                                                     |
| Singapura | Presbiterianos | Igrejas Presbiterianas Bíblicas em Singapura | - | 40                                                                       | 30.000 | -                                                                                        |
| Singapura | Presbiterianos | Igreja Presbiteriana Independente de Bethany | - | -                                                                        | - | -                                                                                        |
| Sri Lanka | Reformados continentais | Igreja Cristã Reformada do Sri Lanka | CMIR e FRM | 41                                                                       | 3.000 | 2014                                                                                     |
| Sri Lanka | Reformados continentais | Igreja Reformada Lanka | - | -                                                                        | - | -                                                                                        |
| Sri Lanka | Presbiterianos | Presbitério de Lanka | CMIR | 3                                                                        | 500 | 2004                                                                                     |
| Sudão | Presbiterianos | Igreja Presbiteriana do Sudão do Sul e Sudão | CMIR | 500                                                                      | 1.000.000 | 2006                                                                                     |
| Sudão | Presbiterianos | Igreja Presbiteriana Evangélica Sudanesa | - | 24                                                                       | 8.000 | 2004                                                                                     |
| Sudão | Reformados continentais | Igreja Sudanesa de Cristo | - | 1.000                                                                    | 220.000 | 2017                                                                                     |
| Sudão e Sudão do Sul                                                                                              | Reformados continentais | Igrejas Reformadas Sudanesas | CMIR e FRM e CIIR | 34                                                                       | 6.000 | 2023                                                                                     |
| Sudão do Sul | Presbiterianos | Igreja Presbiteriana Evangélica Sul-Sudanesa | - | 30                                                                       | - | 2020                                                                                     |
| Sudão do Sul | Reformados continentais | Igreja do Interior Africano do Sudão do Sul e Sudão | CMIR | 340                                                                      | 125.000 | 2006                                                                                     |
| Suécia | Igrejas Unidas (Batistas, Petistas e Metodista)                                                                                  | Igreja Unida na Suécia | CMIR | 640                                                                      | 58.569 | 2021                                                                                     |
| Suíça | Reformados continentais | Federação das Igrejas Protestantes da Suíça | CMIR | 982                                                                      | 1.920.000 | 2019                                                                                     |
| Suriname | Reformados continentais | Igreja Reformada Holandesa do Suriname | - | 3                                                                        | 15.000 | 2004                                                                                     |
| Tailândia | Igrejas Unidas (Presbiterianos, Luteranos e Batistas)                                                                            | Igreja de Cristo na Tailândia | CMIR | 550                                                                      | 130.000 | 2006                                                                                     |
| Tailândia | Presbiterianos | Igreja Presbiteriana Coreana da Tailândia | - | -                                                                        | - | -                                                                                        |
| Taiwan, Brasil e Paraguai                                                                                         | Presbiterianos | Igreja Presbiteriana em Taiwan | CMIR | 1.205                                                                    | 238.372 | 2009                                                                                     |
| Taiwan | Presbiterianos | Igreja Presbiteriana Reformada em Taiwan | - | 33                                                                       | 1.200 | 2010                                                                                     |
| Taiwan | Presbiterianos | Igreja Presbiteriana da Amizade em Taiwan | - | 3                                                                        | 1.000 | 2004                                                                                     |
| Taiwan | Reformados continentais | Igreja Cristã Reformada em Taiwan | - | 4                                                                        | 290 | 2004                                                                                     |
| Tajiquistão | Presbiterianos | Igreja Presbiteriana Coreana Sonmin | - | 1                                                                        | 12.000 | 2019                                                                                     |
| Tanzânia | Presbiterianos | Igreja Presbiteriana Shekinah da Tanzânia | - | -                                                                        | - | -                                                                                        |
| Tanzânia | Reformados continentais | Igreja Reformada da Tanzânia | - | -                                                                        | - | -                                                                                        |
| Timor-Leste | Reformados continentais | Igreja Protestante em Timor-Leste | CMIR | 74                                                                       | 17.000 | 2002                                                                                     |
| Timor-Leste | Presbiterianos | Igreja Evangélica Presbiteriana de Timor-Leste | - | 17                                                                       | 3.500 | 2015                                                                                     |
| Togo | Presbiterianos | Igreja Evangélica Presbiteriana do Togo | CMIR | 591                                                                      | 127.817 | 2016                                                                                     |
| Trinidad e Tobago                                                                                                 | Presbiterianos | Igreja Presbiteriana de Trinidad e Tobago | CMIR | 108                                                                      | 40.000 | 2004                                                                                     |
| Trinidad e Tobago                                                                                                 | Reformados continentais | Igrejas Bíblicas Reformadas em Trinidad e Tobago | - | -                                                                        | - | -                                                                                        |
| Tunísia | Reformados continentais | Igreja Reformada na Tunísia | - | 1                                                                        | 100 | 2003                                                                                     |
| Turquia | Reformados continentais | Igrejas Protestantes Reformadas da Turquia | - | 8                                                                        | - | 2024                                                                                     |
| Turquia | Presbiterianos | Igreja Protestante de Antália | - | 1                                                                        | - | 2024                                                                                     |
| Turquia | Presbiterianos | Igreja Protestante de Esmirna | - | 1                                                                        | 153 | 2018                                                                                     |
| Tuvalu | Congregacionais | Igreja Cristã de Tuvalu | CMIR | 18                                                                       | 9.682 | 2012                                                                                     |
| Ucrânia | Reformados continentais | Igreja Reformada Transcarpática | CMIR | 108                                                                      | 70.000 | 2015                                                                                     |
| Ucrânia | Reformados continentais | Igreja Evangélica Reformada na Transcarpátia | - | 5                                                                        | 200 | 2014                                                                                     |
| Ucrânia | Reformados continentais | Igreja Evangélica Reformada Ucraniana | - | 8                                                                        | 52 | 2004                                                                                     |
| Ucrânia | Presbiterianos | Igreja Evangélica Presbiteriana da Ucrânia | - | 13                                                                       | 725 | 2023                                                                                     |
| Uganda | Presbiterianos | Igreja Evangélica Livre em Uganda | - | 10                                                                       | 20.000 | 2004                                                                                     |
| Uganda | Presbiterianos | Igreja Presbiteriana Reformada no Uganda | CMIR e FRM | 12                                                                       | 5.000 | 2004                                                                                     |
| Uganda | Presbiterianos | Igreja Presbiteriana no Uganda | FRM e CIIR | 87                                                                       | 3.047 | 2019                                                                                     |
| Uganda | Presbiterianos | Igreja Presbiteriana Nova Vida de Uganda | FRM | 2                                                                        | 1.000 | 2004                                                                                     |
| Uganda | Presbiterianos | Igreja Evangélica Presbiteriana em Uganda | - | 4                                                                        | 169 | 2004                                                                                     |
| Uganda | Presbiterianos | Igreja Reformada do Calvário | - | 3                                                                        | - | 2004                                                                                     |
| Uganda, Tanzânia e Quênia                                                                                         | Presbiterianos | Igreja Presbiteriana Reformada na África (Uganda) | CMIR e FRM e CIIR | 8                                                                        | 619 | 2022                                                                                     |
| Uganda | Presbiterianos | Igreja Presbiteriana da Adoração Comunitária | FRM | -                                                                        | - | -                                                                                        |
| Uganda | Reformados continentais | Igreja Reformada Aliança no Uganda | FRM | -                                                                        | - | -                                                                                        |
| Uganda | Batistas reformados | Igreja Batista Reformada em Uganda | - | -                                                                        | - | -                                                                                        |
| Uganda | - | Ministério Graça Maior (Kampala, Uganda) | FRM | -                                                                        | - | -                                                                                        |
| Uganda | - | Igreja do Rei (Kampala, Uganda) | FRM | -                                                                        | - | -                                                                                        |
| Uruguai e Argentina                                                                                               | Valdenses | Igreja Evangélica Valdense do Rio da Prata | CMIR | 23                                                                       | 13.685 | 2004                                                                                     |
| Uruguai | Presbiterianos | Igreja Presbiteriana do Uruguai | FRM | 2                                                                        | 150 | 2024                                                                                     |
| Uzbequistão | Presbiterianos | Igreja Cristã Coreana | - | 27                                                                       | - | 2018                                                                                     |
| Uzbequistão | Presbiterianos | Igreja Presbiteriana Mir (Paz) em Karakalpakstan | - | 1                                                                        | - | 2003                                                                                     |
| Uzbequistão | Presbiterianos | Igreja Presbiteriana da Paz em Nukus | - | 1                                                                        | - | 2003                                                                                     |
| Uzbequistão | Presbiterianos | Igreja Presbiteriana Tashkent | - | 1                                                                        | - | 2018                                                                                     |
| Uzbequistão | Presbiterianos | Igreja Presbiteriana Samarkand | - | 1                                                                        | - | 2018                                                                                     |
| Vanuatu | Presbiterianos | Igreja Presbiteriana de Vanuatu | CMIR | 400                                                                      | 65.000 | 2018                                                                                     |
| Venezuela | Presbiterianos | Igreja Presbiteriana da Venezuela | CMIR | 17                                                                       | 800 | 2018                                                                                     |
| Venezuela | Reformados continentais | Igreja Reformada na Venezuela | - | 6                                                                        | 350 | 2018                                                                                     |
| Vietnã | Presbiterianos | Igreja Presbiteriana do Vietnã | CMIR | -                                                                        | 17.000 | 2015                                                                                     |
| Vietnã | Presbiterianos | Igreja Presbiteriana Unida do Vietnã | - | 120                                                                      | 7.500 | 2015                                                                                     |
| Zâmbia | Presbiterianos | Igreja Presbiteriana da África Central - Sínodo Zâmbia | CMIR | 89                                                                       | 120.000 | 2024                                                                                     |
| Zâmbia | Reformados continentais | Igreja Reformada na Zâmbia | CMIR | 200                                                                      | 1.000.000 | 2022                                                                                     |
| Zâmbia | Igrejas Unidas (Presbiterianos e Metodistas)                                                                                     | Igreja Unida da Zâmbia | CMIR | 1.060                                                                    | 4.000.000 | 2024                                                                                     |
| Zimbabwe | Reformados continentais | Igreja Reformada no Zimbábue | CMIR | 123                                                                      | 100.000 | 2022                                                                                     |
| Zimbabwe | Reformados continentais | Igreja Reformada Holandesa - Sínodo da África Central | - | 16                                                                       | 2.585 | 2004                                                                                     |
| Zimbabwe | Presbiterianos | Igreja Presbiteriana da África Central - Sínodo Harare | CMIR | 28                                                                       | 8.574 | 2018                                                                                     |
| Zimbabwe | Congregacionais | Igreja Unida de Cristo no Zimbabwe | - | 65                                                                       | 200.000 | 2023                                                                                     |
| Global | Presbiterianismo | Presbiterianismo | Presbiterianismo | 117.323                                                                  | 47.431.339 | 2004-2025                                                                                |
| Global | Reformados continentais | Reformados continentais | Reformados continentais | 44.386                                                                   | 38.124.920 | 2004-2025                                                                                |
| Global | Congregacionalismo | Congregacionalismo | Congregacionalismo | 8.861                                                                    | 3.464.431 | 2004-2025                                                                                |
| Global | Valdenses | Valdenses | Valdenses | 200                                                                      | 35.342 | 2004-2025                                                                                |
| Global | Cristianismo Reformado (considerado apenas presbiterianos, reformados continentais, congregacionais e valdenses)                 | Cristianismo Reformado (considerado apenas presbiterianos, reformados continentais, congregacionais e valdenses) | Cristianismo Reformado (considerado apenas presbiterianos, reformados continentais, congregacionais e valdenses)                 | 170.770                                                                  | 89.056.032 | 2004-2025                                                                                |
| Global | Igrejas Unidas | Igrejas Unidas | Igrejas Unidas | 62.656                                                                   | 37.467.961 | 2004-2025                                                                                |
| Global | Cristianismo Reformado (considerado apenas presbiterianos, reformados continentais, congregacionais, valdenses e igrejas unidas) | Cristianismo Reformado (considerado apenas presbiterianos, reformados continentais, congregacionais, valdenses e igrejas unidas) | Cristianismo Reformado (considerado apenas presbiterianos, reformados continentais, congregacionais, valdenses e igrejas unidas) | 233.426                                                                  | 126.523.993 | 2004-2025                                                                                |